# Chiesa di San Bernardino (Verona)
La chiesa di San Bernardino è un luogo di culto cattolico di Verona risalente al XV secolo, parte di un convento francescano costituito, oltre che dal tempio, anche da tre ampi chiostri e vari altri edifici. La chiesa è caratterizzata da numerose cappelle riccamente decorate con affreschi e tele di pittori locali, attivi per lo più nel XVI secolo, quali Francesco Benaglio, il Cavazzola, Nicola Giolfino, Francesco Bonsignori, Domenico Morone, Giovan Francesco Caroto, Antonio Badile, Bernardino India e il più tardo Antonio Balestra; una di queste, cappella Pellegrini, fu progettata dal noto architetto veronese Michele Sanmicheli, occupa un posto fondamentale nella storia dell'architettura italiana.

## Storia

### I frati minori a Verona

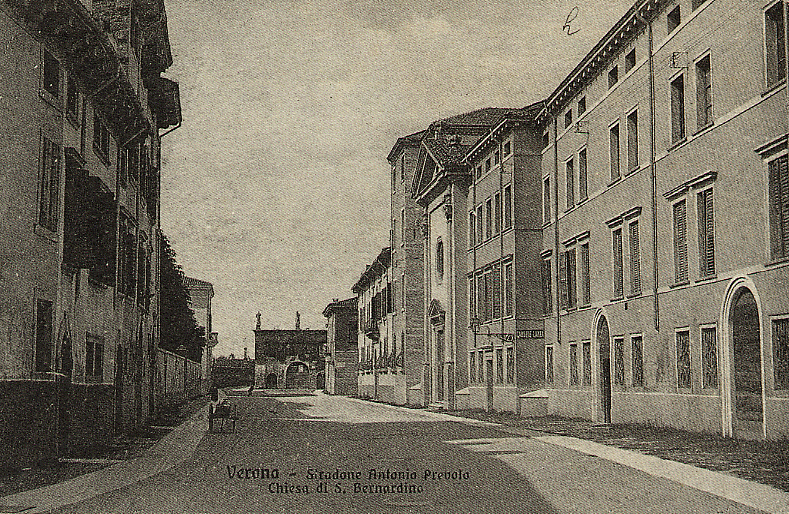
Stradone Provolo in una fotografia di inizio Novecento, al cui termine si scorge l'ingresso al convento sormontato da tre statue.

I francescani operarono a Verona a partire dalla visita di San Francesco alla città nel 1220. Inizialmente, intorno al 1230, i frati si insediarono nella zona di porta Vescovo e in un convento su colle San Pietro. Con l'aumento del numero di religiosi dell'ordine, i francescani chiesero di potersi stabilire nel convento benedettino di San Fermo Maggiore, quasi disabitato. Negli stessi anni ottennero inoltre il controllo del tribunale dell'Inquisizione.
Nel 1422 giunse nella città Bernardino da Siena, che fondò un convento ad Avesa occupando un edificio lasciato libero dai monaci di Santa Giustina di Padova. Nel 1443 Bernardino tornò a Verona, dove diventò molto popolare per la grande eloquenza che dimostrava nelle omelie e per gli atti di carità da lui svolti, stupendo la popolazione per le numerose conversioni e i tanti miracoli che riusciva a compiere.

### Costruzione della chiesa
Bernardino da Siena fu canonizzato il 24 maggio 1450 e i Veronesi, memori dei benemeriti del santo nei confronti della popolazione, chiesero di poter erigere una chiesa in suo onore. Giovanni da Capestrano si incaricò di seguire la costruzione a partire dalla scelta del luogo: egli individuò un sito, chiamato "delle fornase", collocato nel "pra' de Pompeio" e poco lontano da Castelvecchio e San Zeno, il quale doveva il suo nome al fatto che vi si cuocevano i mattoni da costruzione. Il doge Francesco Foscari autorizzò i lavori nel 1451 e la prima pietra venne posata il 30 aprile 1452 da Monsignor Francesco Condulmer, vescovo di Verona, con una pomposa celebrazione. La chiesa, non ancora conclusa, fu consacrata nel 1453, mentre i lavori furono rallentati dalla mancanza di fondi, al punto che la copertura definitiva dell'edificio venne completata solo nel 1466.

### Vicende successive

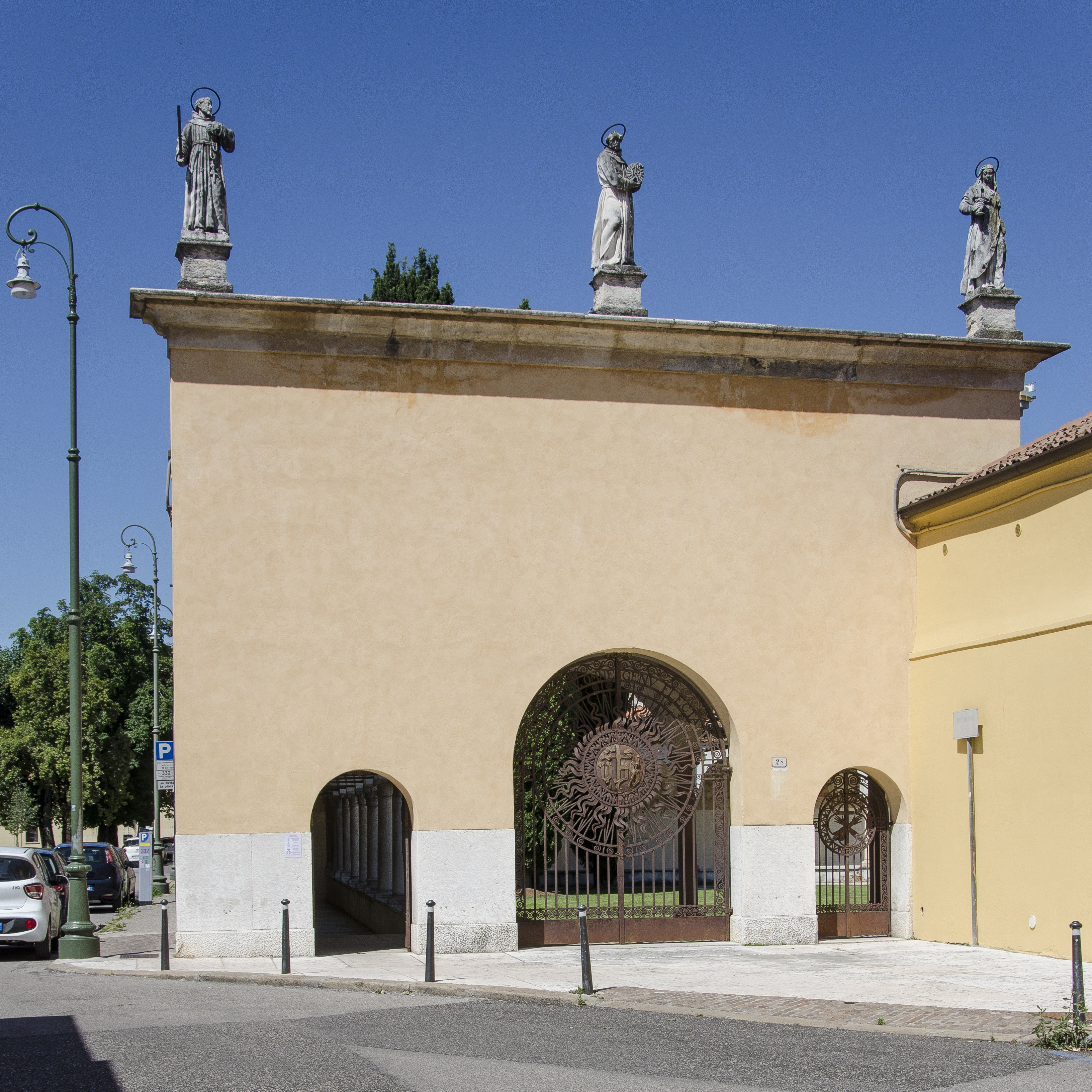
L'ingresso principale al convento.

Nel 1474 alla facciata della chiesa venne aggiunto un portale in stile rinascimentale eseguito da Mastro Modesto, mentre all'interno della chiesa, proprio a partire da quegli anni, furono aggiunte numerose cappelle lungo  la navata laterale destra. Nel 1486 fu realizzata la cappella dei Banda, restaurata nel 1757 in seguito ai danneggiamenti causati da una piena dell'Adige; dal 1492 fu costruita la cappella Avanzi, completata in cinque anni; prima del 1498 fu costruita la cappella Medici, restaurata nel 1571; prima del 1512 fu costruita la cappella di San Francesco su volere dei terziari francescani; prima del 1541 fu realizzata la cappella Canossa; infine nel 1529 fu iniziata la costruzione della cappella Pellegrini, ripresa nel 1795 e terminata solo nel 1890.
Il soffitto a capriate della chiesa fu coperto nel XVII secolo da tele di Biagio Falcieri e la navata centrale fu impreziosita di altari barocchi, acquistando l'aspetto di una chiesa seicentesca. La chiesa fu soppressa in età napoleonica, nel 1810, e ripristinata alla fine del XIX secolo; il complesso di San Bernardino fu utilizzato come ospedale, magazzino, collegio e cimitero cittadino fino al 1821; Nel 1930 vennero avviati importanti lavori di restauro dell'edificio, che venne riportato allo stato originario; esso, tuttavia, venne gravemente danneggiato durante i bombardamenti della seconda guerra mondiale. Da quel momento il convento si occupa dell'assistenza a poveri, carcerati, anziani e del sostegno a ragazzi e giovani coppie, inoltre negli ambienti del complesso si tengono concerti e convegni.

## Descrizione della chiesa

### Esterno

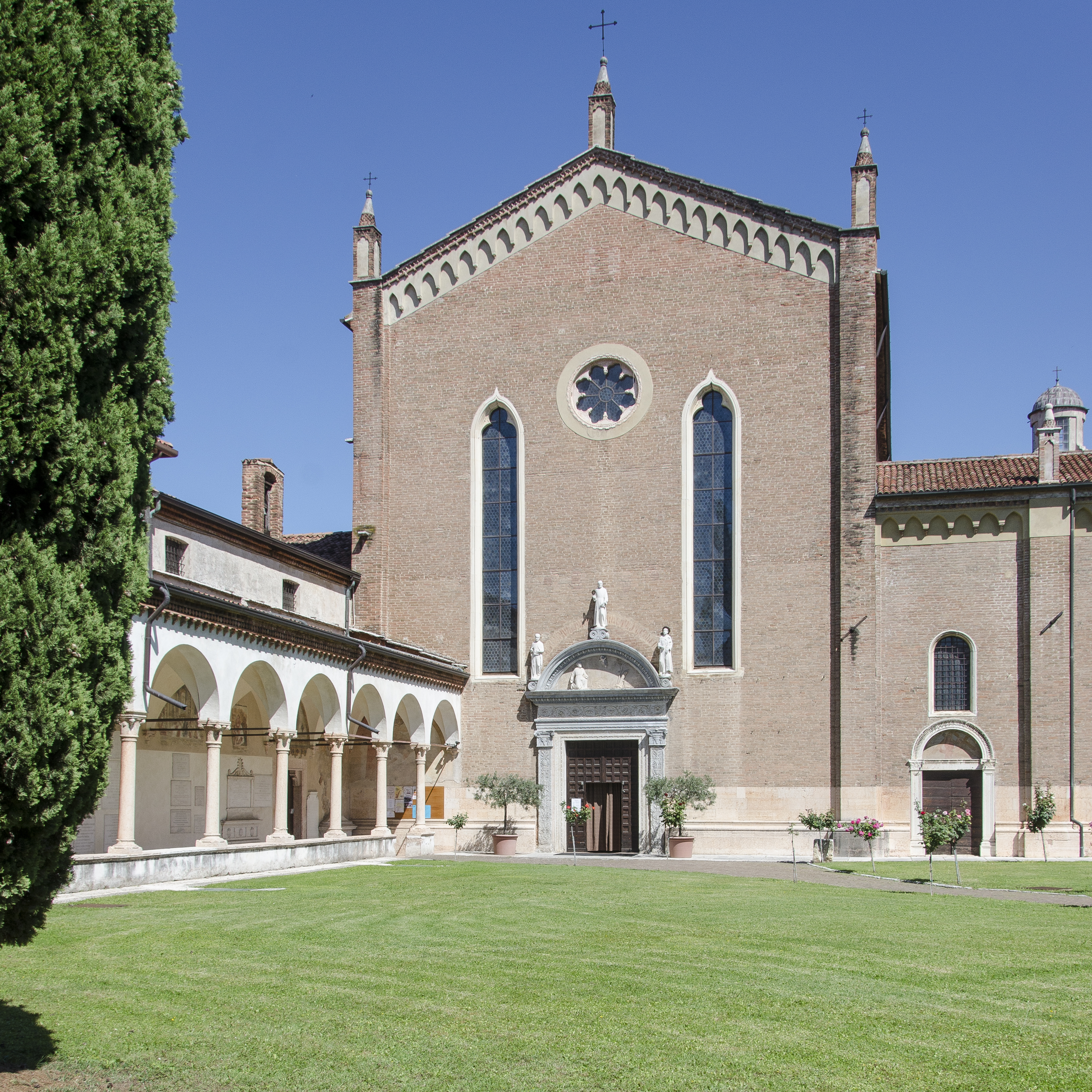
La facciata della chiesa.

La facciata della chiesa è sobria, in stile tardogotico o gotico lombardo, costituita da mattoni a vista. Su di essa si aprono un piccolo rosone di marmo veronese a tre ordini di strombatura, due finestre verticali che terminano con archi trilobati e il portale d'ingresso.
Il portale si colloca stilisticamente nel primo rinascimento e, quindi, si distacca dal contesto architettonico della facciata. Fu finanziato dal lascito del ricco drappiere Giovanni degli Asdenti e venne eseguito nel 1474 da Mastro Modesto in marmo greco grigio ed è costituito da due candelabre laterali con una serie di fiori incisi che terminano con capitelli corinzi decorati con dei bucrani. I capitelli sorreggono un arco centinato e aggettante a listelli e dentelli che ospita una lunetta con una scultura di San Francesco che riceve le stimate in bassorilievo, scolpita da Biagio Falcieri nel XVII secolo. Sopra all'arco sono collocate le statue di San Bernardino, Sant'Antonio e San Bonaventura. Sopra al portale si nota un arco in mattoni, forse residuo del precedente portale oppure costruito per scaricare il peso della facciata.
La facciata è decorata con una cornice a dentelli che corre sotto al tetto insieme ad una serie di archetti ciechi, presenti anche sui lati, sull'abside e sul campanile. Sul lato sinistro della facciata si trova la cappella di San Francesco, anch'essa in mattoni a vista; il fianco della costruzione è scandito da lesene e il sottogronda è decorato con una cornice ad arcatelle gotiche. La porta della cappella ha stipiti in marmo bianco ed è sormontata da una lunetta affrescata con un Cristo Portacroce seguito da San Francesco con la croce; sopra di questa si apre una finestra ad arco, che si ripete negli altri scomparti creati dalle lesene con forma più allungata. La presenza di questo fabbricato bilancia in parte l'asimmetria della facciata, collocata in posizione decentrata rispetto al chiostro.
Il campanile della chiesa, in mattoni a vista, è sostenuto da quattro paraste angolari che terminano con quattro corti pinnacoli. La cella campanaria è illuminata da quattro bifore ed è sormontata da un cono piuttosto piccolo, che rende la torre sproporzionata e priva di slancio.

### Interno

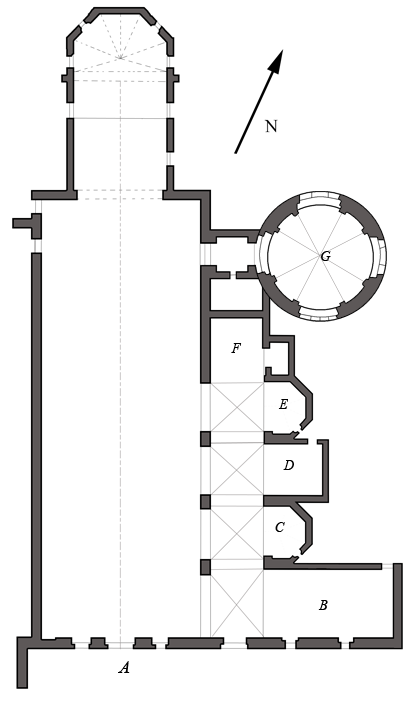
Pianta della chiesa: A) Facciata abbellita da un portale rinascimentale. B) Cappella di San Francesco. C) Cappella dei Banda. D) Cappella Canossa. E) Cappella dei Medici. F) Cappella Avanzi con dipinti di Badile, Morone, Morando. G) Cappella Pellegrini, realizzata da Sanmicheli.

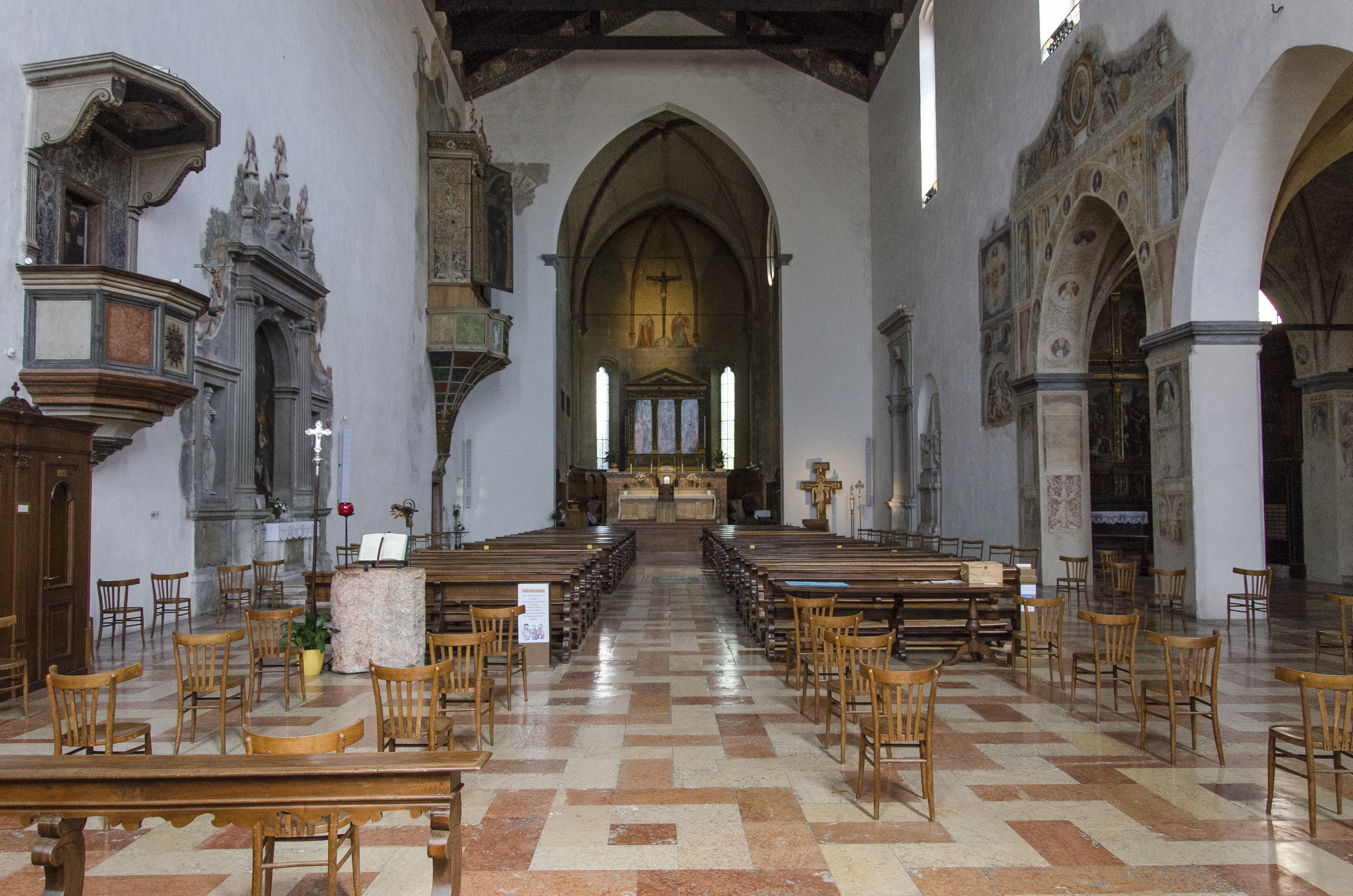
Interno della chiesa.

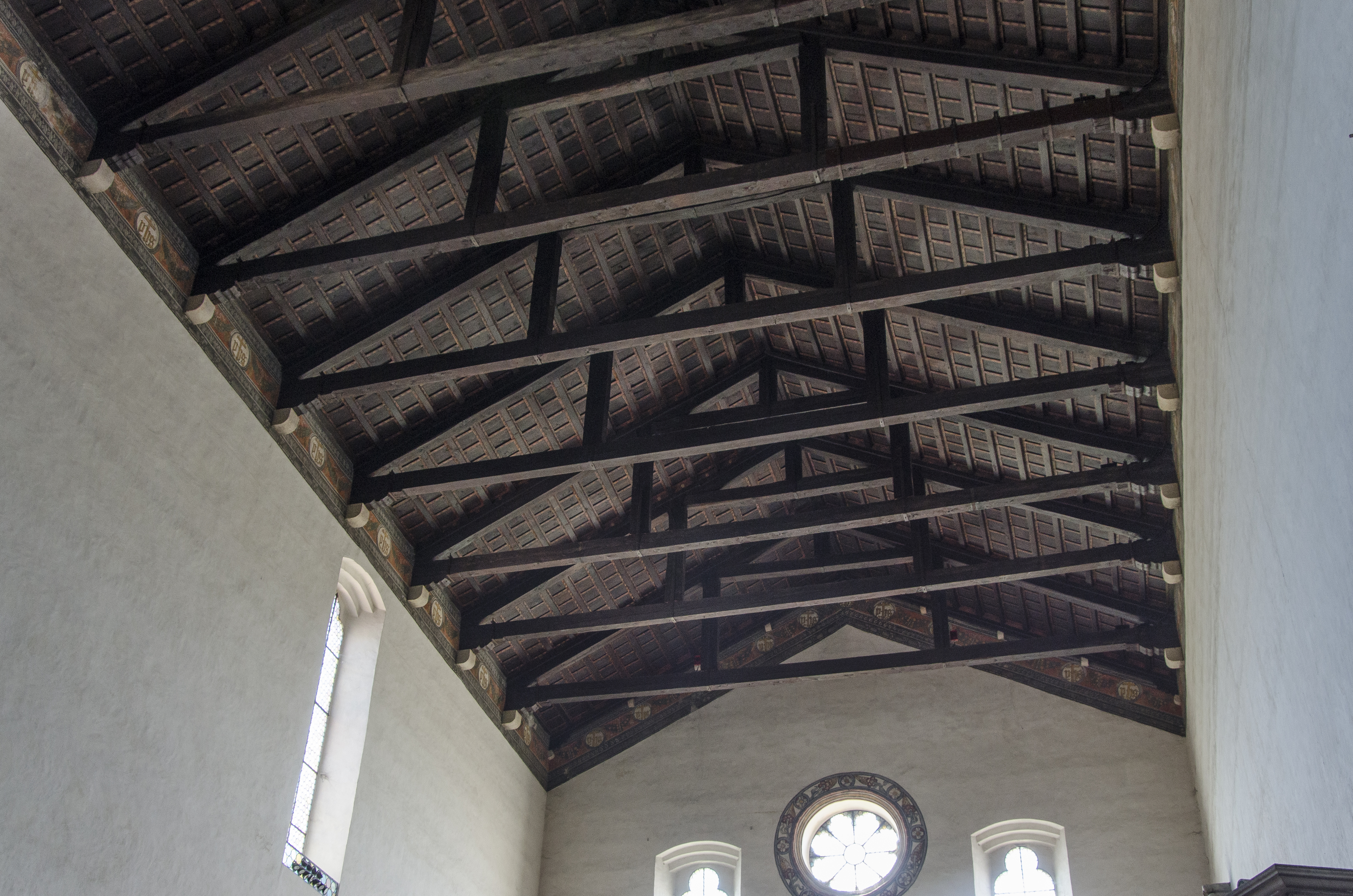
Le incavallature lignee che sorreggono la copertura.

La chiesa è costituita da un'unica navata semplice e sobria, caratteristica delle chiese francescane, lunga 75 metri, alta 21 e larga 17; lo sviluppo verticale è accentuato rispetto a quello orizzontale e predomina la decorazione pittorica su quella scultorea. Sul lato destro sono presenti numerose cappelle e, più in alto, si aprono tre finestre trilobate, mentre il lato sinistro è cieco.
La navata è coperta da un soffitto a cavalletti lignei con disegni, sotto al quale corre, tutto intorno alla navata, un fregio policromo a motivo floreale che ripete il monogramma del nome di Gesù. La copertura fu eseguita da Mastro Nicolò nel 1465, mentre il fregio sottostante da Mastro Cristofalo nel 1461. Il presbiterio, diviso dalla navata da un arco a sesto acuto e illuminato da due rosoni, si allunga attraverso un altro arco ogivale nel coro pentagonale con una campata divisa in otto nervature, illuminato da due finestre neogotiche. Nel catino absidale è presente un crocifisso con, ai suoi piedi, Maria e San Giovanni, dipinti nel XVII secolo.
L'altare originale della chiesa, che fu distrutto dai bombardamenti del 1945 e fu rimpiazzato nello stesso anno con quello attuale, era una grande costruzione barocca ricca di marmi policromi, la cui realizzazione era stata seguita da Francesco Marchesini tra il 1663 e il 1671. Sull'altare è esposto un trittico di Francesco Benaglio del 1462, che precedentemente era ospitato nel coro, raffigurante la Madonna con il Bambino in trono con San Bernardino in preghiera e angeli al centro, i Santi Pietro, Paolo e Francesco a sinistra e i Santi Girolamo, Lodovico da Tolosa e Antonio da Padova a destra. Questo dipinto presenta legami con il trittico di San Zeno del Mantegna identificabili nello sfondo con colonne in prospettiva e nei festoni di fiori e frutta.
Intorno alla navata corre una via crucis costituita da 14 quadri dipinti da Felice Cignaroli (frate minore vissuto a Verona tra il 1772 e il 1796), eseguiti tra il 1772 e il 1777. Le opere sono caratterizzate da una linea contorta e tormentata che esprime una drammaticità religiosa e una contemplazione mistica. In fondo alla chiesa, presso la porta principale, si trova un'acquasantiera rinascimentale in marmo bianco-giallo e rosa. Al centro della vasca è presente una statuetta di San Francesco in ginocchio, risalente al XVII secolo.

#### Fianco sinistro

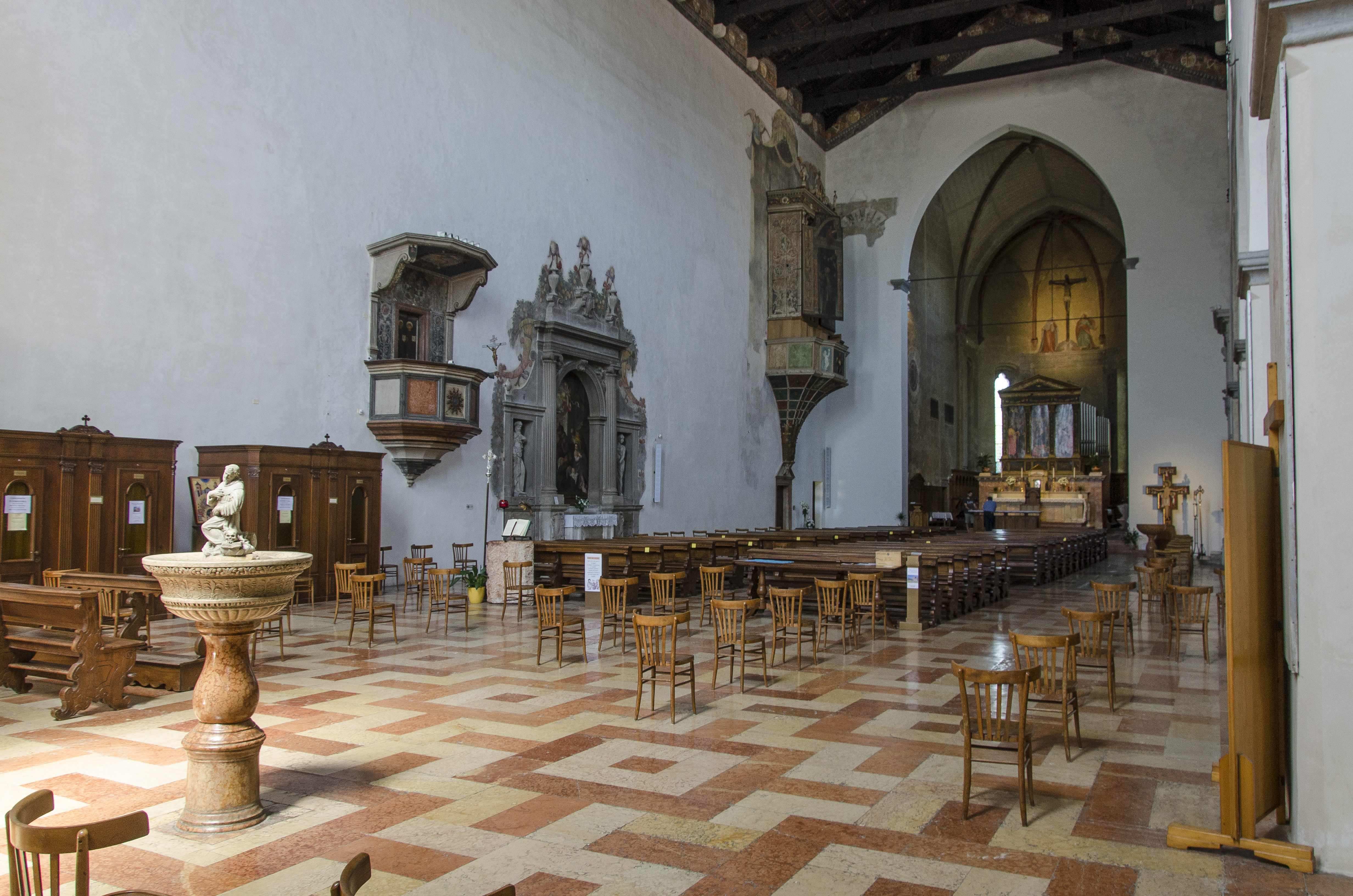
Il fianco sinistro della chiesa con, in ordine, il pulpito, l'altare sanmicheliano e l'organo.

Vicino alla porta d'ingresso della chiesa si trova un altare voluto dalla famiglia Brasavola nel 1725. Questa struttura in stile barocco, progettata da Francesco Bibiena, è molto scenografica, con giochi di luci ed ombre, volute, linee spezzate, ricche decorazioni, ed è molto lontana dal resto della chiesa dal punto di vista stilistico. Su di esso si trovano dieci angeli scolpiti, sei colonne corinzie, due statue (raffiguranti San Francesco Solano e San Salvatore da Orta) e una tela di Antonio Balestra che rappresenta i santi francescani Pietro d'Alcantara, Giovanni da Capestrano e Giacomo della Marca.
Proseguendo verso il presbiterio è presente un pulpito in marmo policromo veronese, realizzato su volontà della famiglia Rossi e quindi contemporaneo all'organo stesso. La struttura del pulpito si apre a calice crescente con cinque lati e il riquadro centrale della balaustra pentagonale reca in rilievo il monogramma del nome di Gesù al centro di un sole con molti raggi, sotto al quale sono presenti le iniziali del committente. Sulla porticina sono dipinti San Bernardino e San Francesco, mentre sul soffitto è presente l'immagine dell'agnello.
Quest'altare di ispirazione sanmicheliana, costruito nel 1572, fu collocato al centro della parete sinistra della navata su volontà della famiglia Giustiniani. La costruzione segue l'architettura di un tempio antico: sono presenti due colonne ioniche che sostengono un architrave a cornice, che a sua volta sorregge tre mensole sormontate da tre vasi ornamentali. Ai lati sono presenti due statue che raffigurano il profeta Isaia e la Sibilla Cumana, di Danese Cattaneo. Al centro si trova un dipinto di Bernardino India contemporaneo all'esecuzione dell'altare, che rappresenta la natività di Cristo. Tutto intorno all'altare, sulla parete della navata, è dipinta una decorazione pittorica con motivi a festoni vegetali e floreali.
Infine, subito prima del presbiterio, si trova l'organo di San Bernardino, collocato sull'architrave della porta che si affaccia sul chiostro di San Francesco; risale al 1481 e fu realizzato su volontà della famiglia Rossi da Domenico Morone. È uno dei più antichi d'Europa e si caratterizza per la grande elevazione e la linea slanciata, con la base in legno dorato che si apre a calice divisa in nove triangolazioni. Sulle ante che coprono la cassa armonica sono dipinti San Francesco e San Bernardino, mentre all'interno lo strumento è costituito da legno dorato con fregi a rilievo. Sopra le canne è presente la figura del Padre Eterno in rilievo.

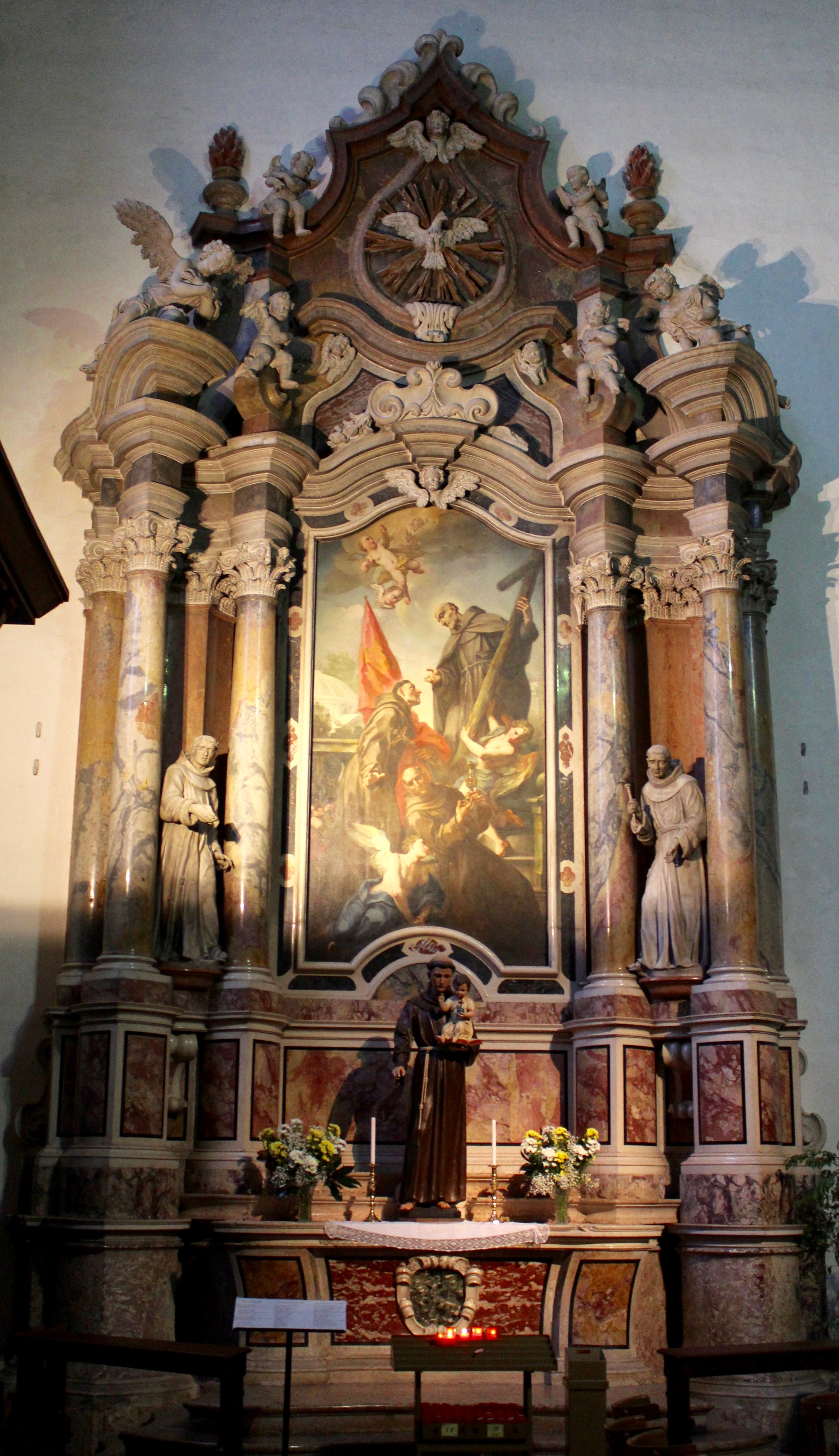
L'altare barocco della famiglia Brasavola.
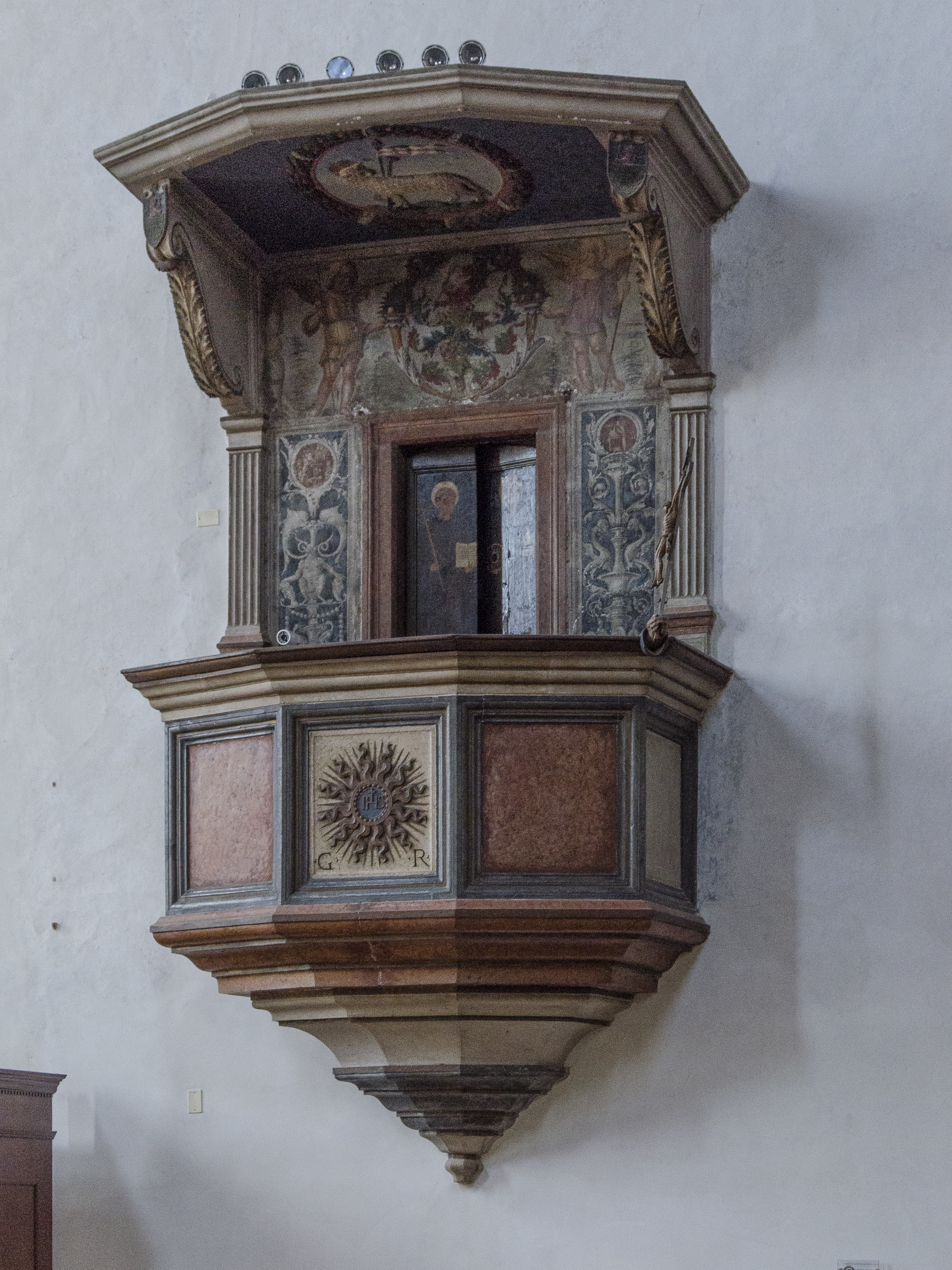
Il pulpito.
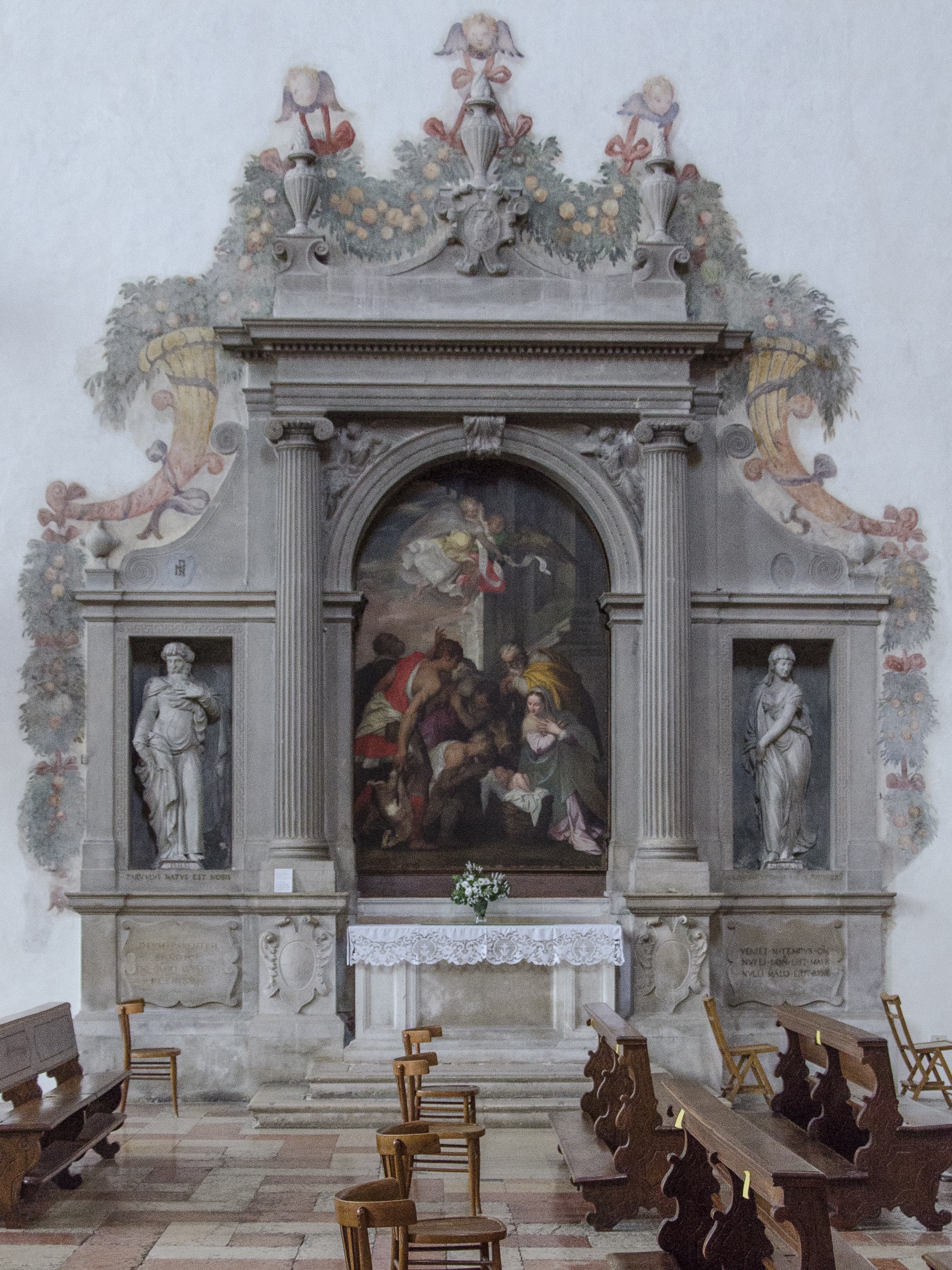
L'altare rinascimentale della famiglia Giustiniani.
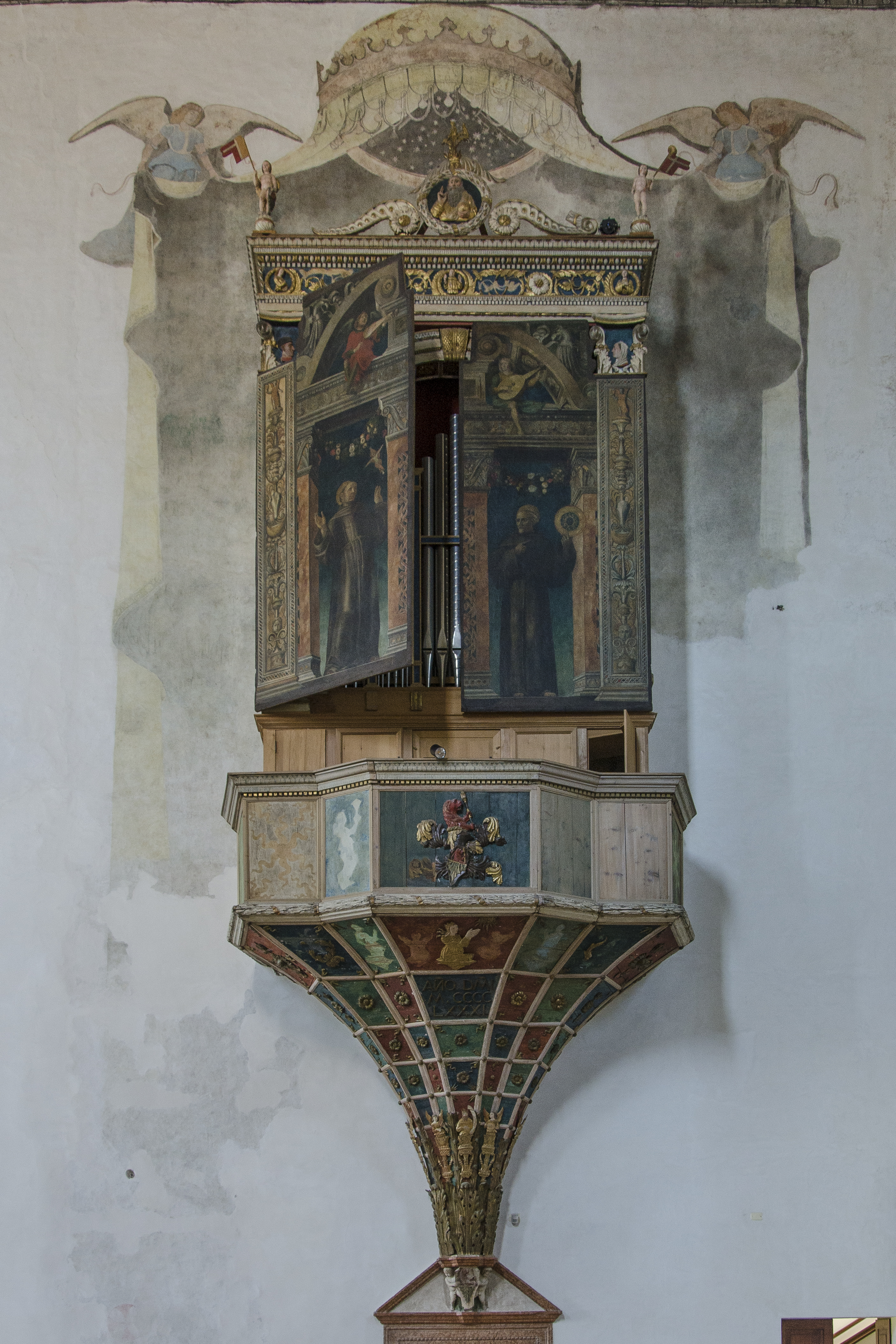
L'organo decorato da Domenico Morone.

#### Fianco destro

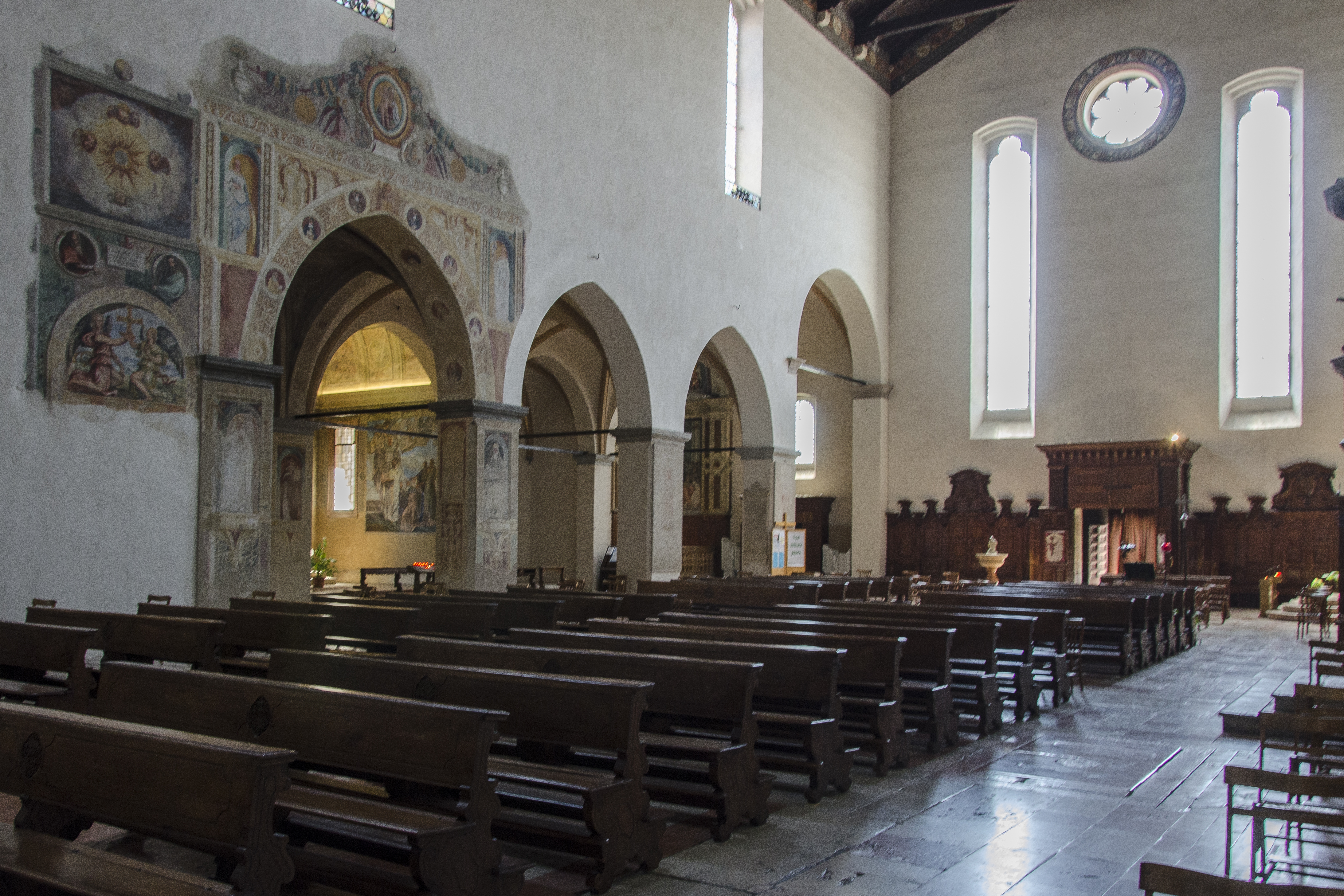
L'infilata di arcate che danno accesso alla navata destra e quindi alle cappelle laterali.

Alla navata principale della chiesa se ne aggiunge una sul lato destro formata dalle cinque cappelle che furono aggiunte all'edificio dal tardo XV secolo all'inizio del XVI secolo. Di seguito sono elencate le cappelle che si trovano lungo la navata di destra, procedendo dall'entrata verso la zona absidale.

##### Cappella di San Francesco

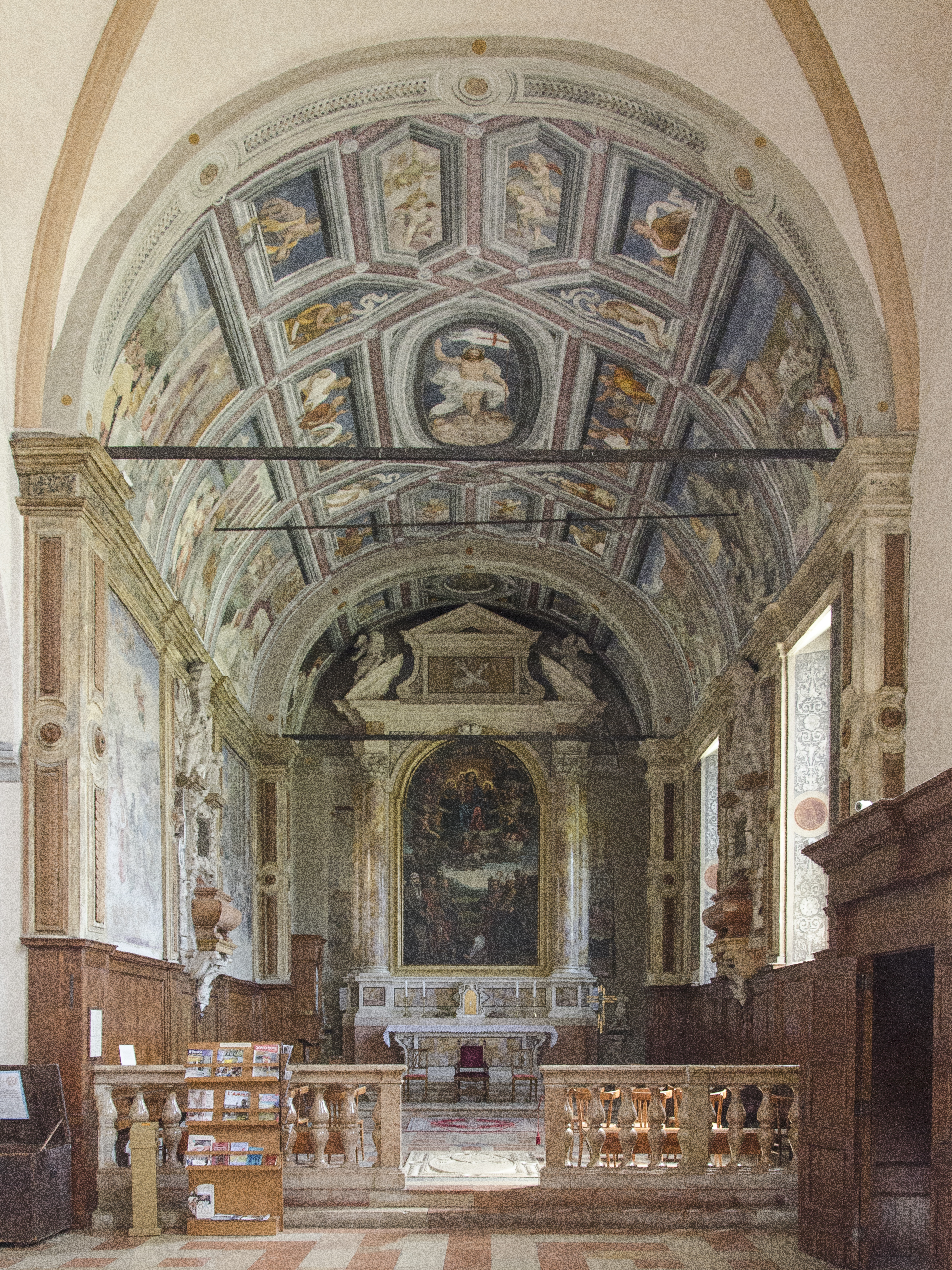
La cappella di San Francesco.

Questa cappella, la prima che si incontra alla destra di chi entra in chiesa, fu costruita prima del 1512 per volontà dei Terziari francescani, dei laici che seguono l'insegnamento di San Francesco. È di forma rettangolare ed è coperta da un soffitto a botte. Gli affreschi che la ricoprono furono eseguiti nel 1522 da Nicola Giolfino e raffigurano episodi della vita di San Francesco così come raccontati dalla Legenda maior di San Bonaventura. Ogni affresco ha una didascalia che evidenzia il parallelismo tra San Francesco e Cristo e le scene presentano sullo sfondo paesaggi veronesi, come i portoni della Bra, la torre dei Lamberti, ponte Pietra e castel San Pietro.
Alle pareti della cappella sono addossati i monumenti funebri barocchi risalenti al 1694 dei fratelli Perez, ammiragli di Venezia. Sulla parete sinistra si trova un affresco di San Giovanni Evangelista che ha una visione sull'isola di Patmos, in cui si notano i membri dell'ordine francescano: i frati, le clarisse e i terziari. Sulla stessa parete si notano affreschi raffiguranti la Spoliazione di San Francesco e l'Incontro di Francesco con Chiara. Altri dipinti mostrano l'Incontri di Francesco col Sultano Melek el Kamel e la Visione di Cristo e Madonna nella chiesetta di Santa Maria degli Angeli, legata all'indulgenza conosciuta come perdono d'Assisi.
Sulla parete destra sono presenti la Vestizione dei primi tre compagni di Francesco (Bernardo di Quintavalle, Pietro Cattani ed Egidio di Assisi), Francesco che sale al cielo su un carro di fuoco, Francesco che guarisce un ossesso e il Santo che riceve le stimate. Si notano poi la guarigione dei malati al contatto con l'acqua con cui il Santo si era lavato le piaghe delle stimate, la Promessa di Francesco di liberare i suoi frati dal Purgatorio all'anniversario della sua morte, la Visione e guarigione di papa Gregorio IX e, di nuovo, i primi tre seguaci di Francesco.
Sull'altare, risalente al XVIII secolo, è esposta una copia effettuata nel 1863 da Angelo Recchia della tela di Paolo Morando del 1522, raffigurante la Gloria della Vergine con in braccio il Bambino tra San Francesco e Sant'Antonio, conservata al museo di Castelvecchio. Ai piedi della Vergine si trovano Sant'Elisabetta, San Bonaventura, San Ludovico IX, Sant'Ivo, San Lodovico, Sant'Elzeario e la committente, Caterina de' Sacchi. Dietro l'altare sono dipinti la Benedizione di Francesco morente ad Assisi e la Gloria di San Francesco in cielo. Al centro del soffitto è dipinto Cristo risorto attorniato da quattro profeti, mentre sulla volta ci sono quattro riquadri con apostoli e rettangoli per gli apostoli rimanenti.

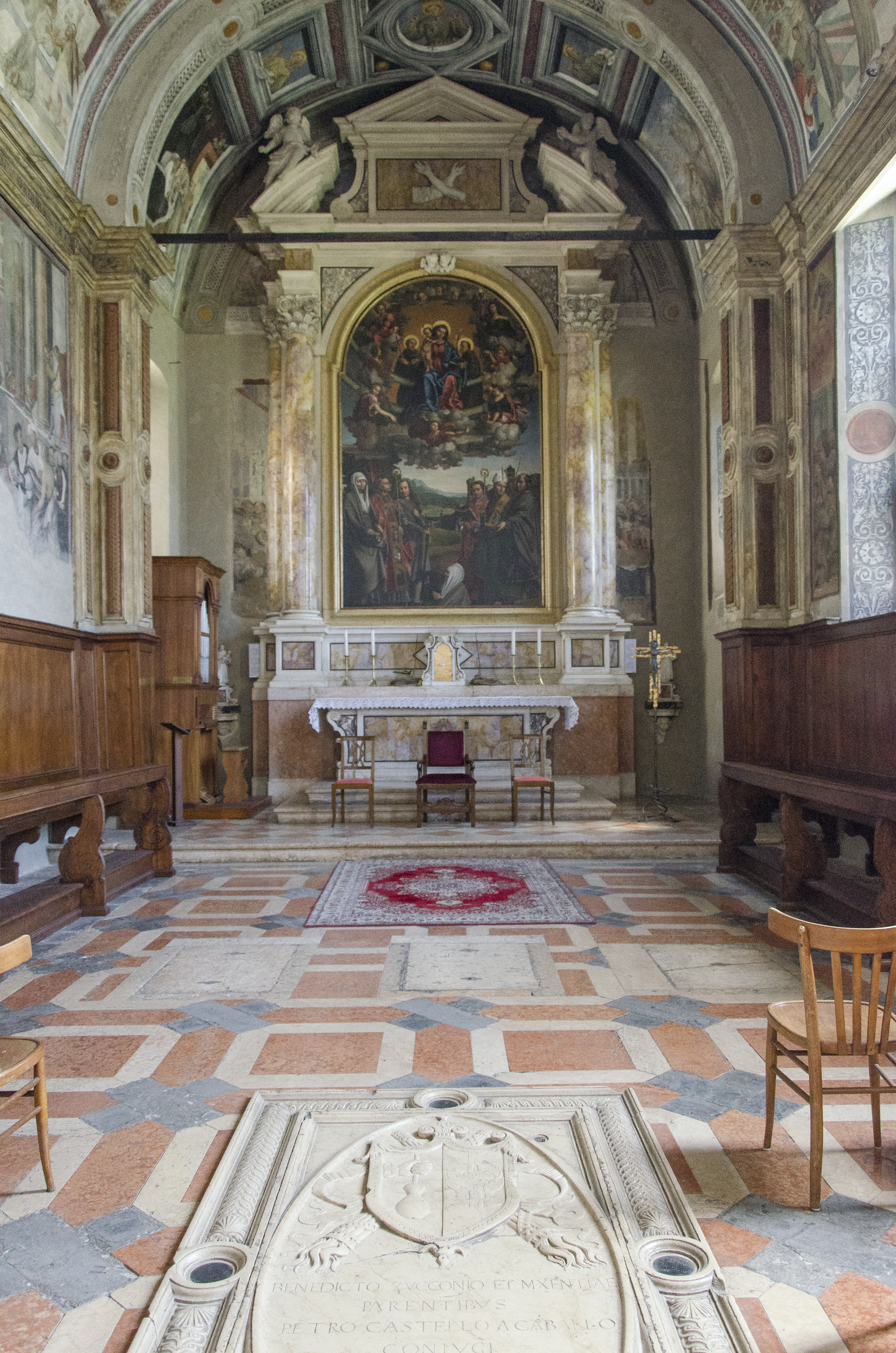
Dettaglio del pavimento e dell'altare.
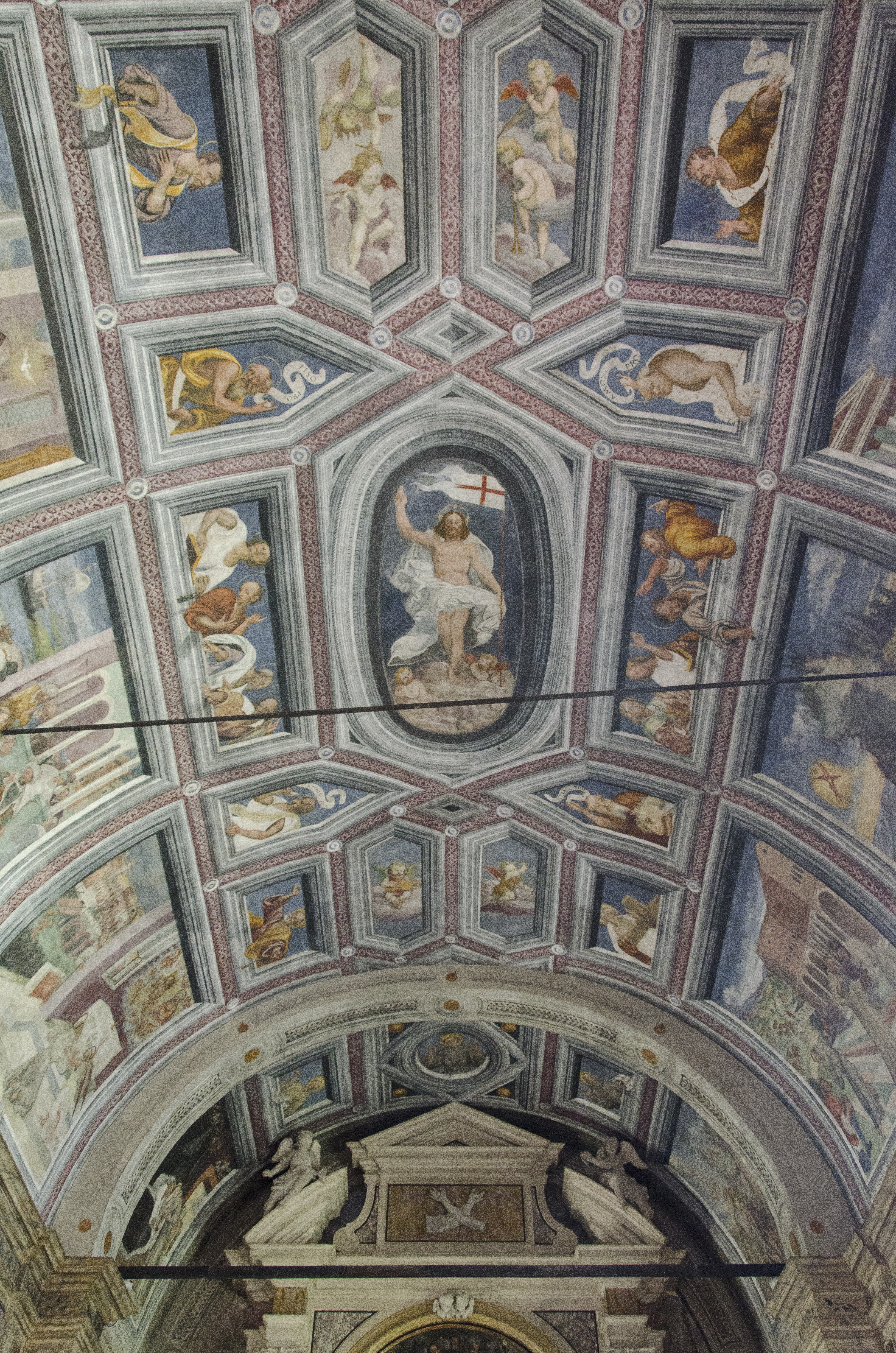
La volta affrescata.
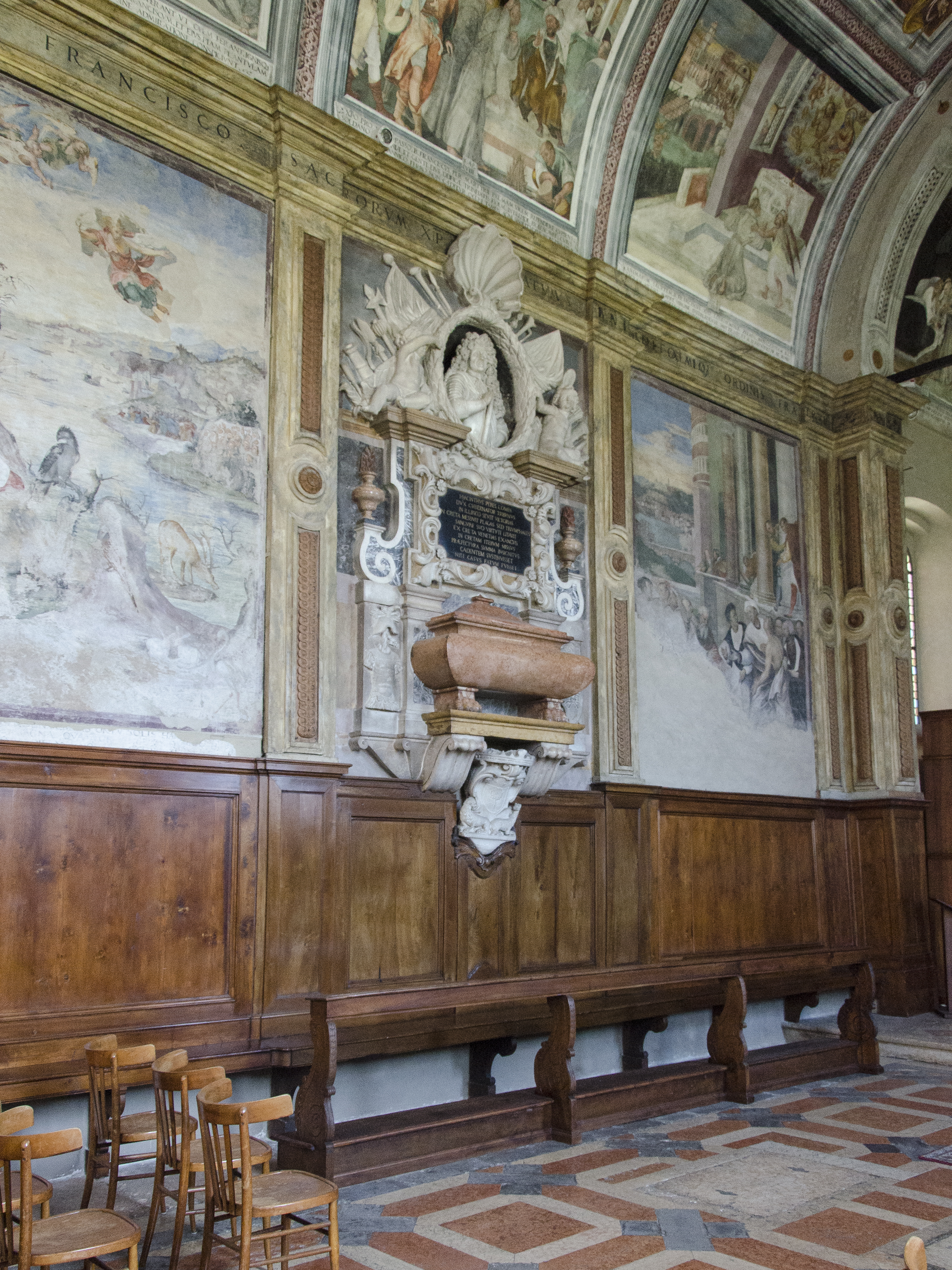
Sepolcro lungo la parete sinistra.

##### Cappella dei Banda
Questa cappella fu costruita nel 1486 su commissione di Giovanni Banda e presenta un soffitto a vela con quattro costoloni in cotto. Le pareti sono intonacate, ma probabilmente negli strati sottostanti sono presenti degli affreschi. La pala, che rappresenta la Madonna col bambino in trono con i Santi Giorgio e Girolamo, circondati da angeli citarizzanti, risale al 1488 e fu dipinta da Francesco Bonsignori. Sull'altare cinquecentesco è presente un rilievo del busto del Cristo Redentore. La cappella fu danneggiata più volte dalle piene dell'Adige e fu restaurata nel 1757 da Felice Cignaroli.

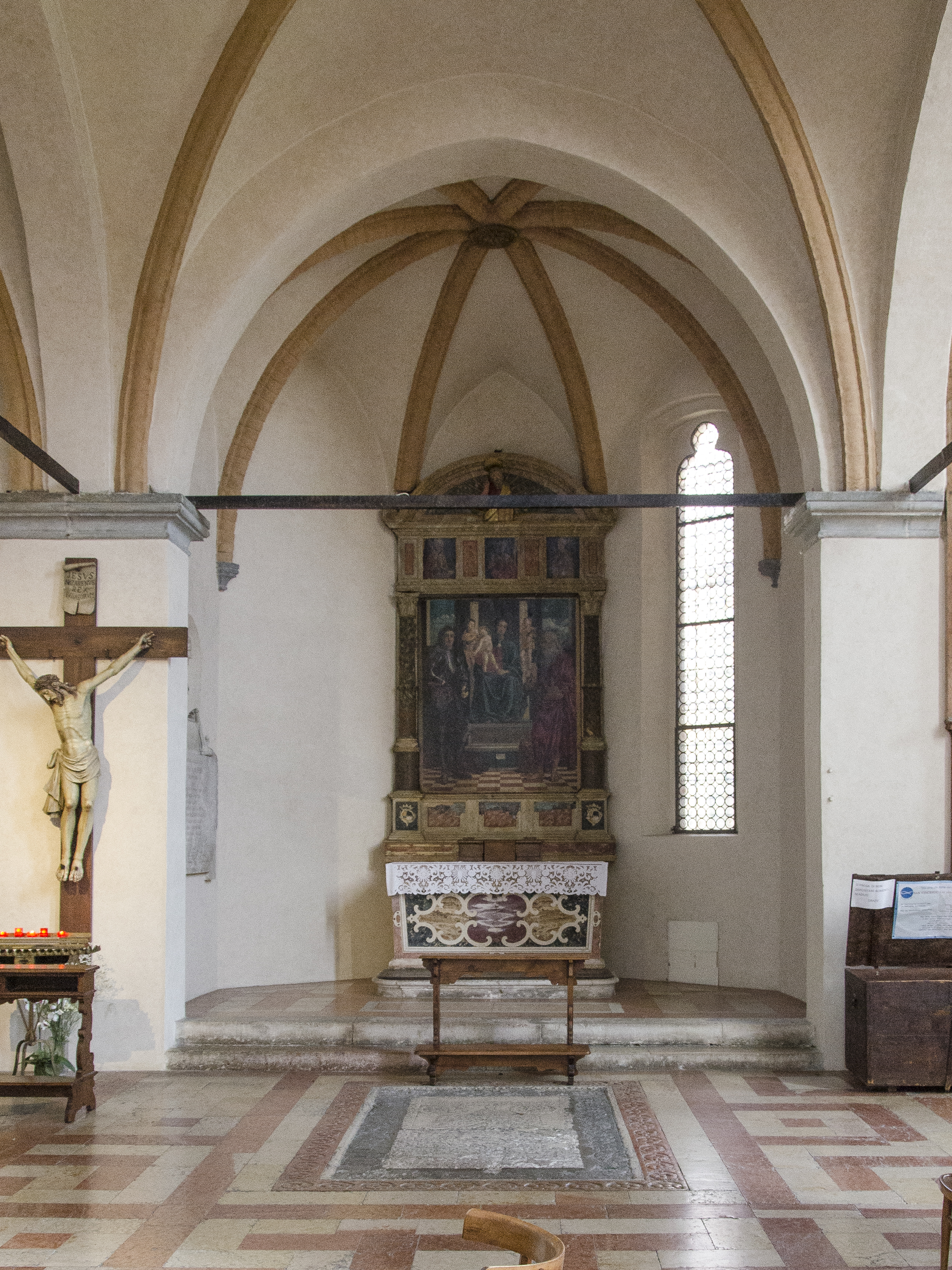
La cappella dei Banda.
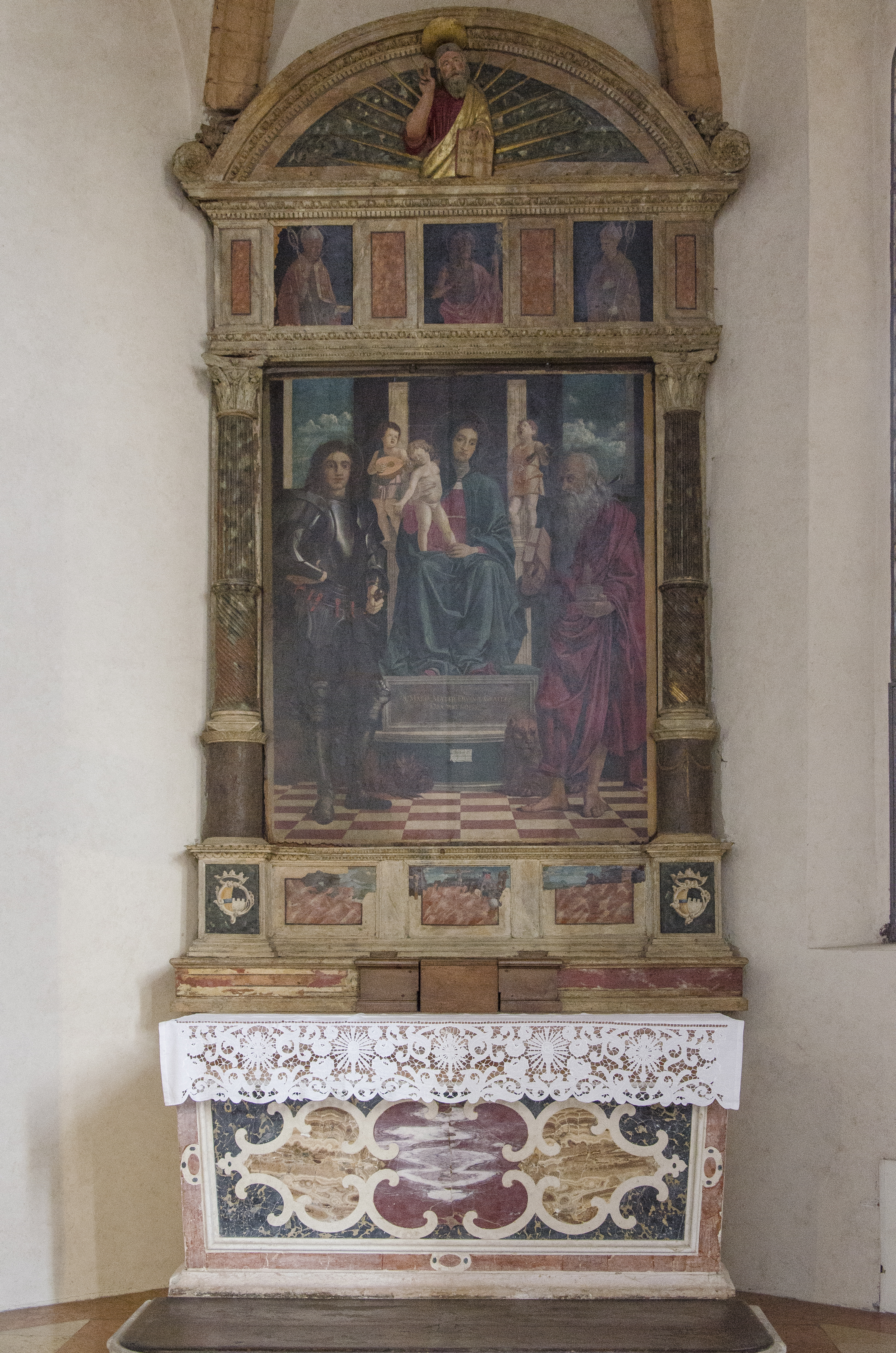
La pala opera di Francesco Bonsignori.

##### Cappella Canossa
Prima del 1541 fu costruita questa cappella dal soffitto a botte e dall'altare settecentesco. Sulla parete sinistra c'è una lapide che riporta che nel 1690 la marchesa Beatrice Martinengo Canossa fece una donazione ai francescani. Originariamente era presente una tela di Felice Boscaratti raffigurante San Bonaventura, ma nel 1932 Agostino Pegrassi decorò le pareti con dipinti ispirati al dogma dell'Immacolata concezione, come la cacciata dal Paradiso di Adamo ed Eva e la proclamazione da parte di Pio IX del dogma nel 1854 con i Santi Agostino, Giovanni Damasceno e Girolamo. Nello stesso anno fu collocata nella cappella una statua lignea della Beata Vergine Immacolata.

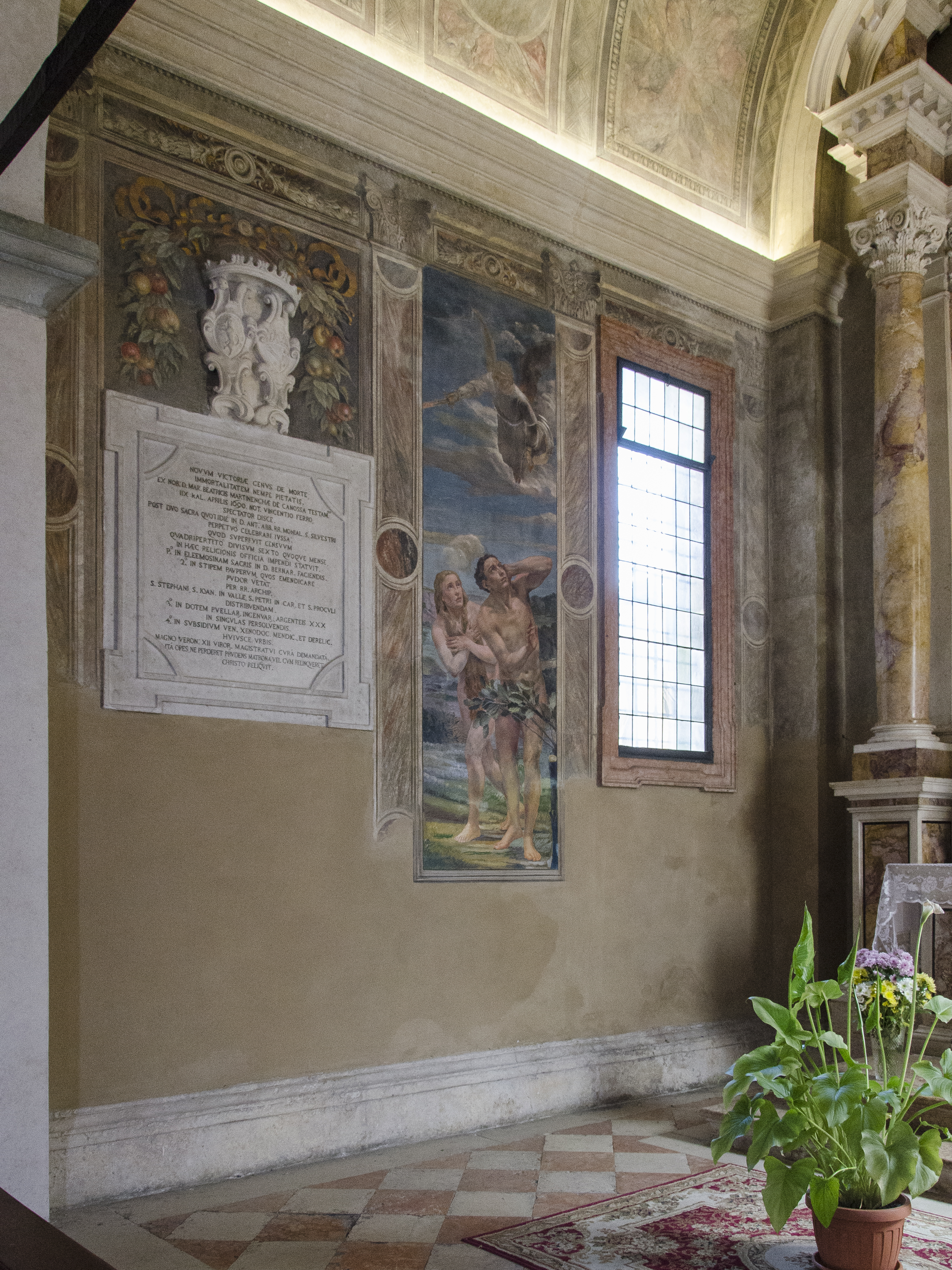
Parete sinistra della cappella.
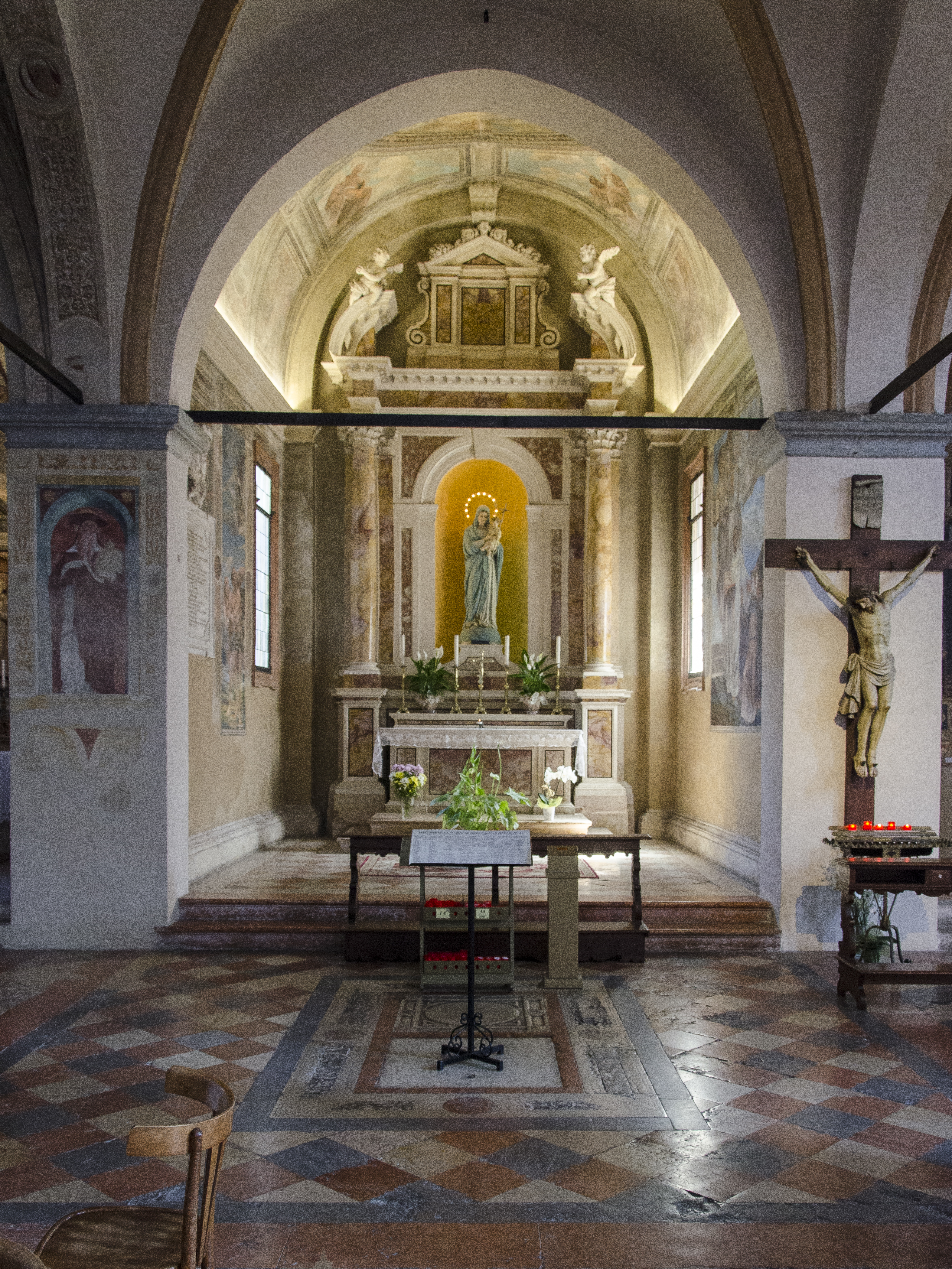
La cappella Canossa.
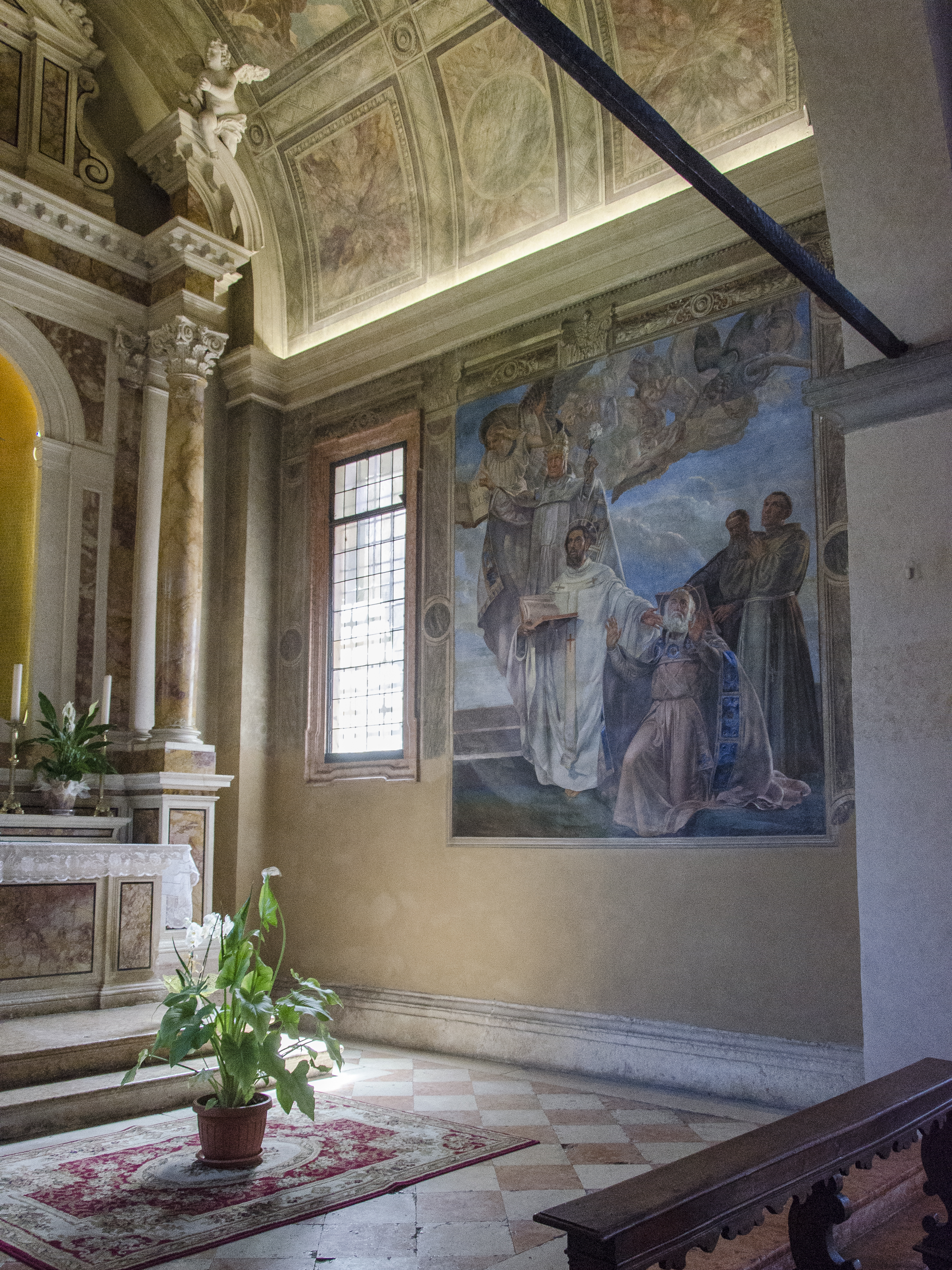
Parete destra della cappella.

##### Cappella Medici o di Sant'Antonio
Questa cappella, preceduta da un piccolo spazio con soffitto a nervature ad ombrello e che si apre con un arco a tutto sesto, fu edificata prima del 1498 e restaurata per la prima volta nel 1571. Sulla volta a vela della navatella antistante sono dipinti i quattro evangelisti, mentre sui piedritti che sostengono i quattro archi sono raffigurati i Santi Girolamo, Agostino, Gregorio Magno e Ambrogio, i quattro dottori della Chiesa. Sugli altri pilastri sono affrescati le Sante Elisabetta, Elena, Caterina da Alessandria e un'altra, forse Sant'Orsola. È decorata con affreschi di Domenico Morone del 1498, tra i quali si possono identificare il miracolo della mula e altre scene di miracoli operati dal Santo di Padova.
L'altare sorregge un'ancona a trittico con quattro colonne di marmo giallo e tre scomparti in marmo rosso che ospitano le tre statue in pietra grigia di Sant'Antonio, San Francesco e San Bernardino. Nel 1935 venne posta sotto l'altare una statua di Sant'Antonio morente realizzata da Ruperto Banterle.

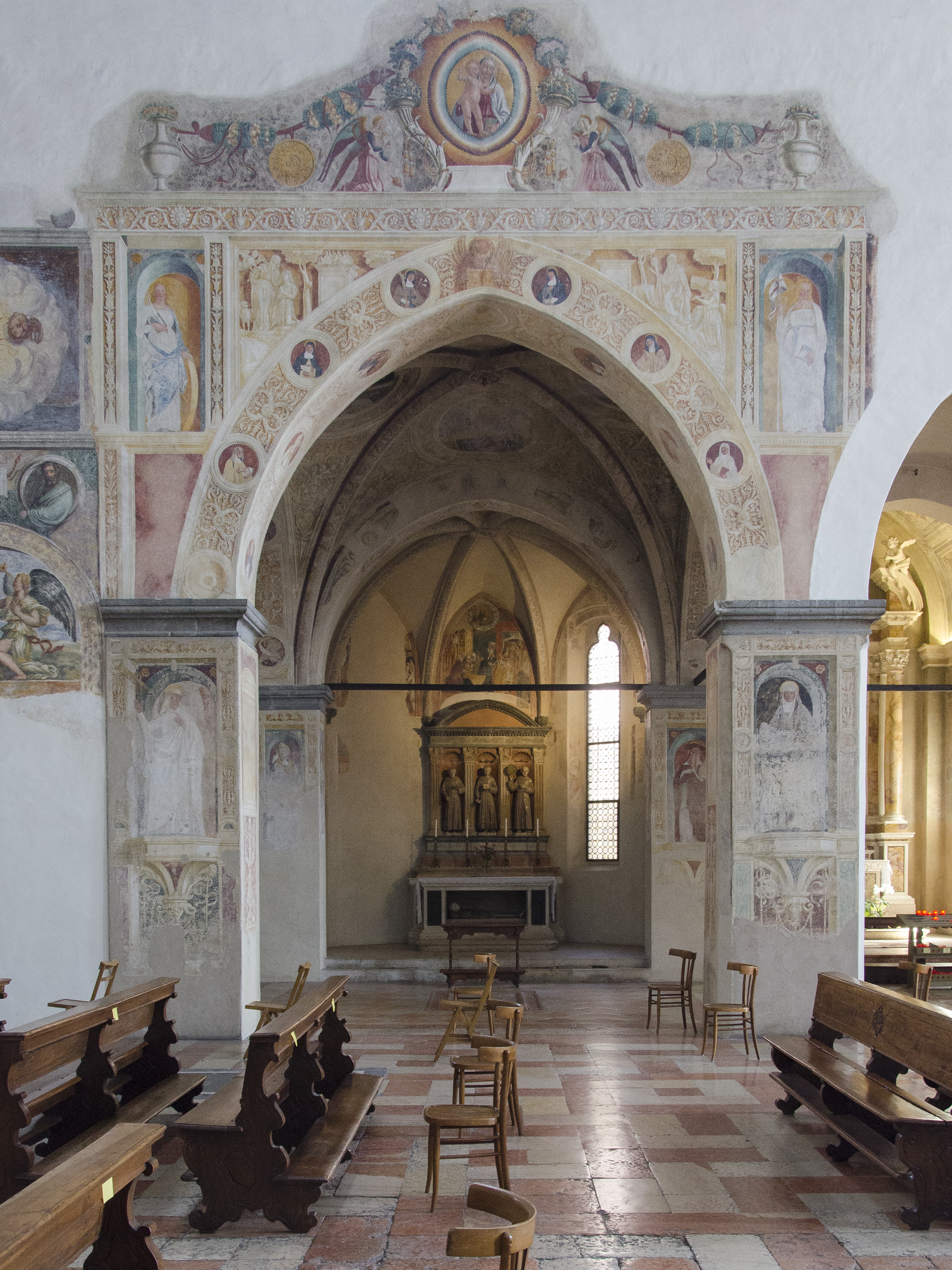
L'arcata d'ingresso alla cappella.
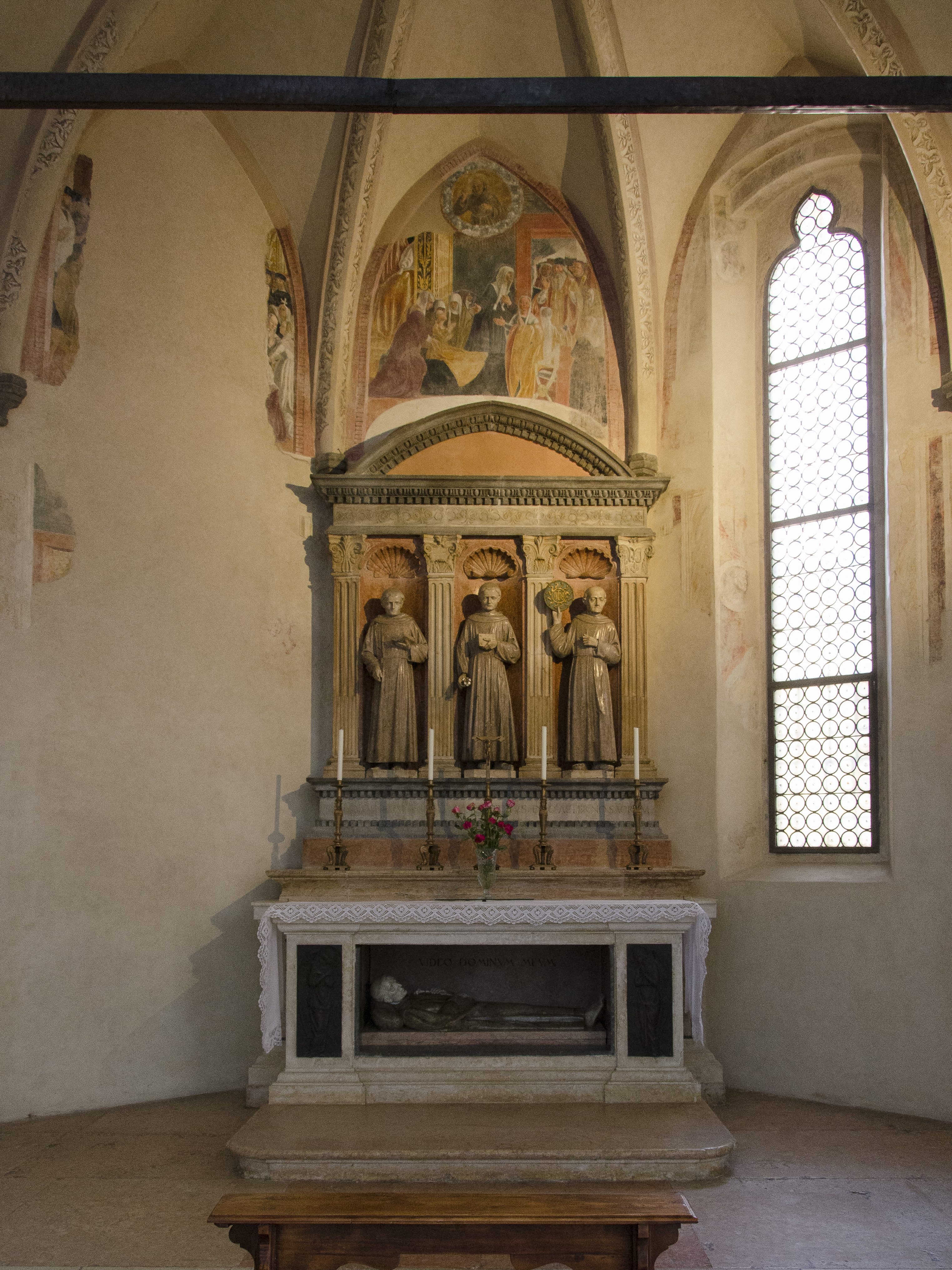
L'altare con trittico scultoreo.

##### Cappella Avanzi o della Croce

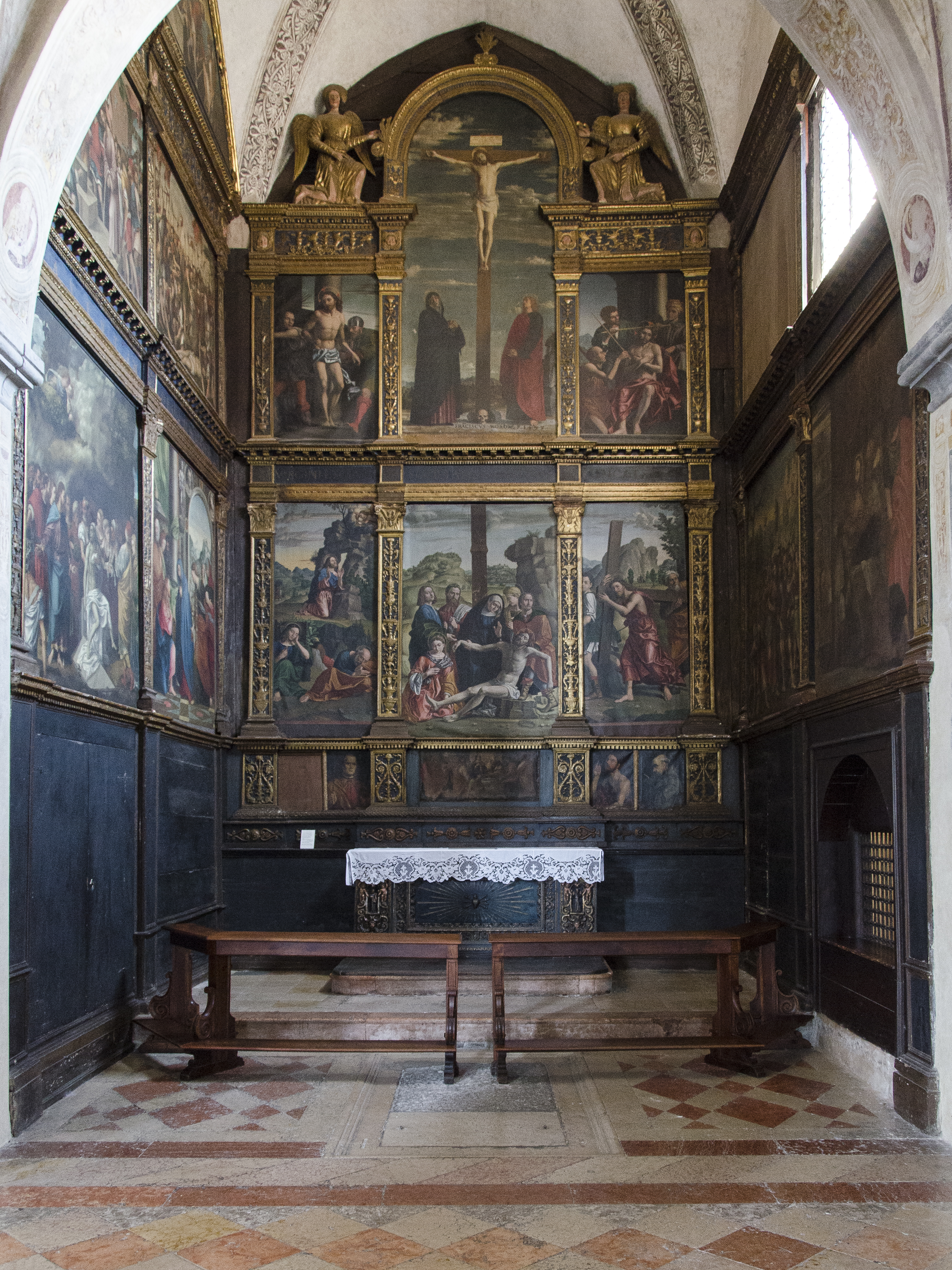
La cappella Avanzi.

La costruzione della cappella fu voluta da Bartolomeo Avanzi nel suo testamento del 1492. Essa fu edificata in cinque anni in forma quadrata, con la colta a crociera, e venne restaurata nel 1769. La cappella contiene dei preziosi dipinti, la maggior parte dei quali commissionati dalla Confraternita della Santa Croce.
Al centro del gruppo di dipinti che rivestono la cappella, sopra l'altare, è presente una Crocifissione di Francesco Morone del 1498. La cornice riproduce una ricca composizione architettonica, con candelabre, architravi e capitelli. Sotto alla Crocifissione ci sono tre opere di Paolo Morando, detto il Cavazzola, risalenti al 1517: la Preghiera di Gesù al Getsemani, la Deposizione dalla croce e Cristo che porta la croce. I due scomparti superiori contengono opere dello stesso autore, che rappresentano il Cristo flagellato alla colonna e la Derisione di Cristo. Subito sopra l'altare sono presenti quattro ritratti di busti del Cavazzola, e al centro una Dormizione di Maria.
Nel 1546 altri artisti si dedicarono alla decorazione della cappella, tra cui Antonio Badile (con la Resurrezione di Lazzaro), Giovan Francesco Caroto (con il Commiato di Gesù dalla madre), Nicola Giolfino, Paolo Veronese, che dipinse la Resurrezione della figlia di Giairo, tela portata a Vienna nel 1696 e sostituita con una copia.
In un piccolo vano sulla destra della cappella Avanzi si trova la cosiddetta cappella del Sepolcro, dove sono collocate sei statue in tufo dipinto che formano la scena del compianto sul Cristo morto. La piccola cappella è coperta da un soffitto a vela e sui muri conserva tracce degli affreschi originali. Le sculture, quattrocentesche, raffigurano Cristo disteso, la Vergine svenuta e sostenuta da due donne, San Giovanni e la Maddalena, mentre la statua di Bartolomeo Avanzi è stata perduta. Il noto critico d'arte Vittorio Sgarbi sostiene che le sculture siano di gesso e che quest'opera sia l'unico gruppo scultoreo eseguito dal Mantegna; anche se l'autore è ignoto, si ritiene che comunque abbia subito l'influsso dell'arte mantegnesca.

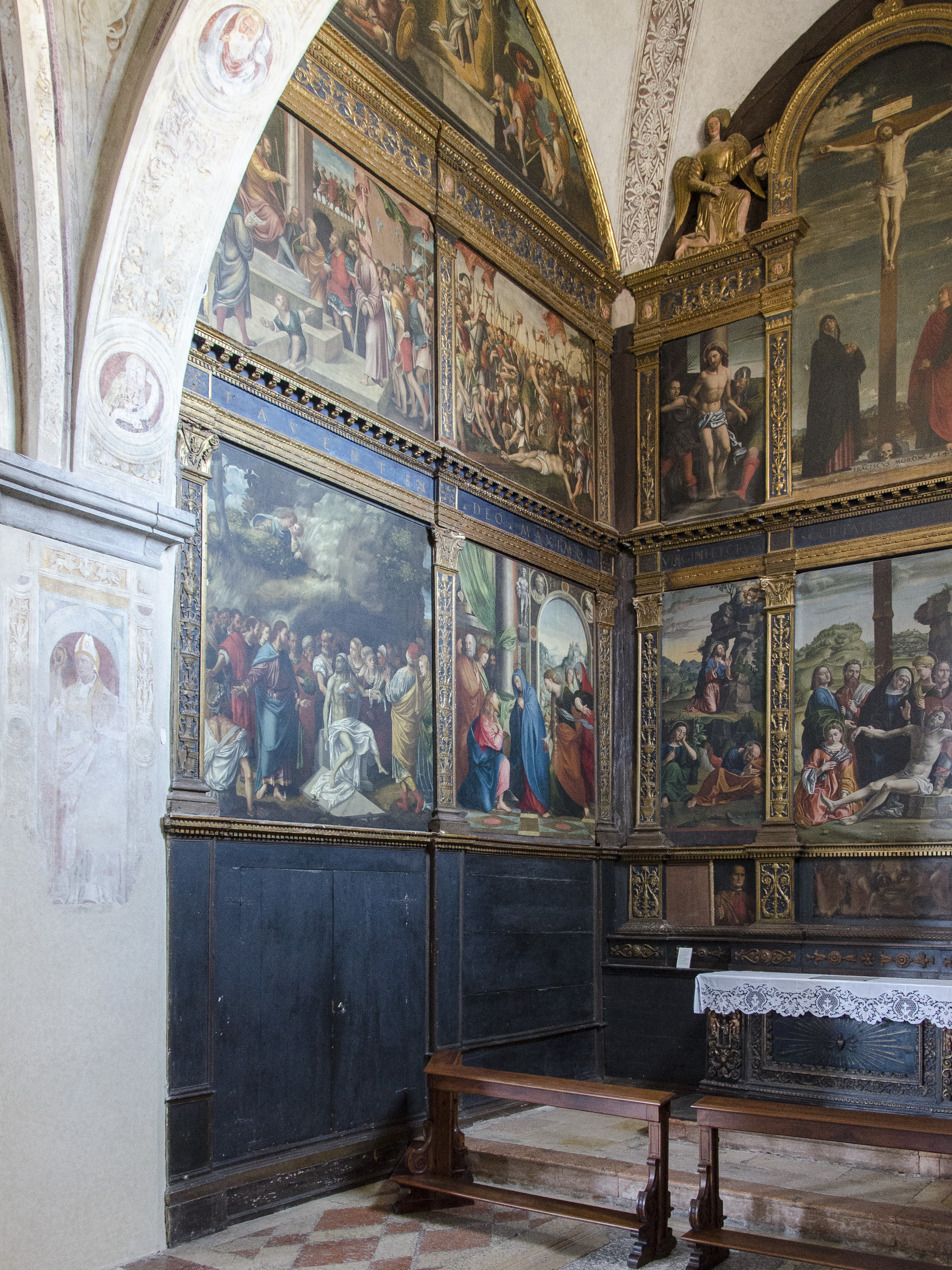
Parete sinistra della cappella.
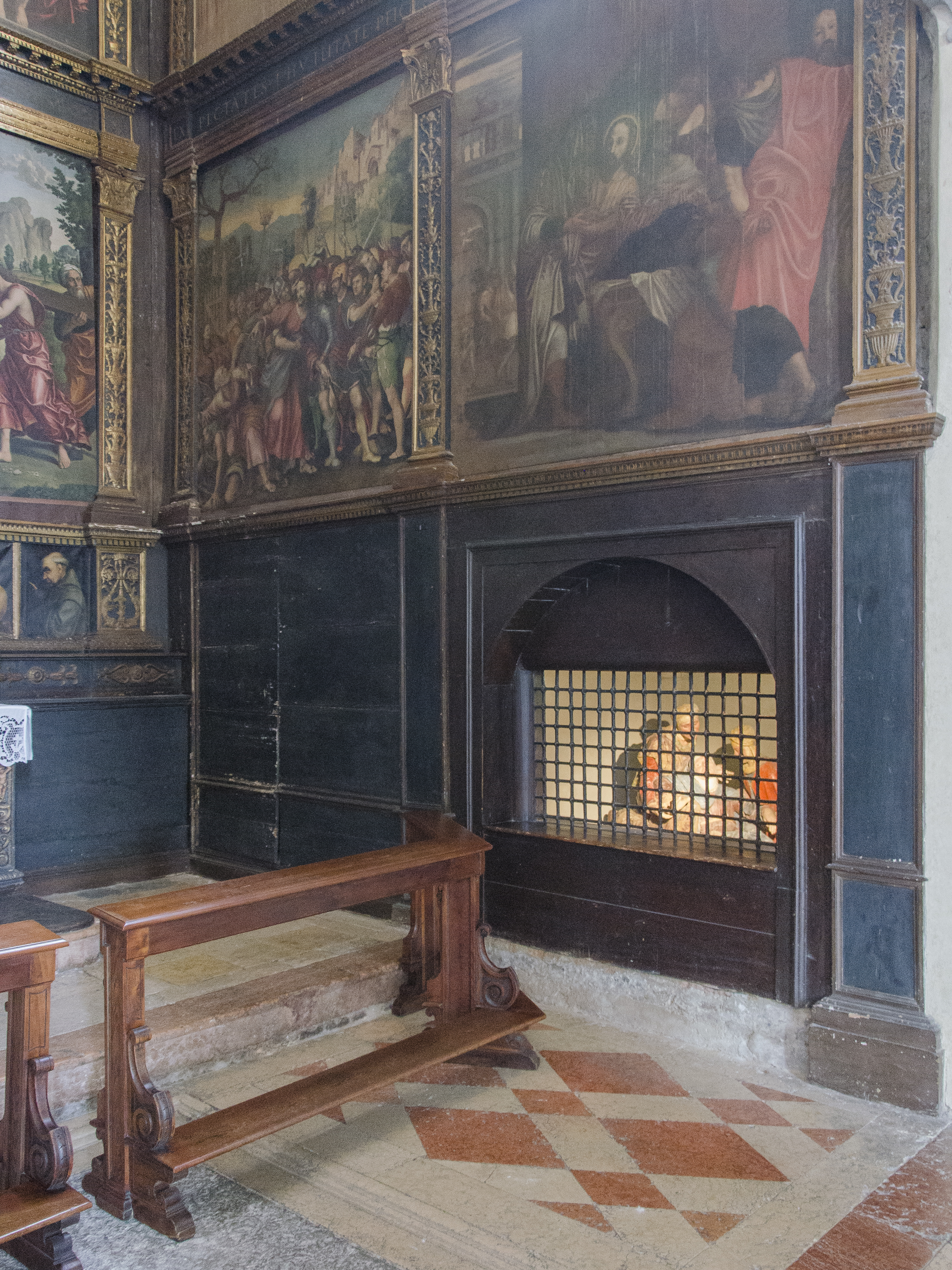
Parete sinistra della cappella.
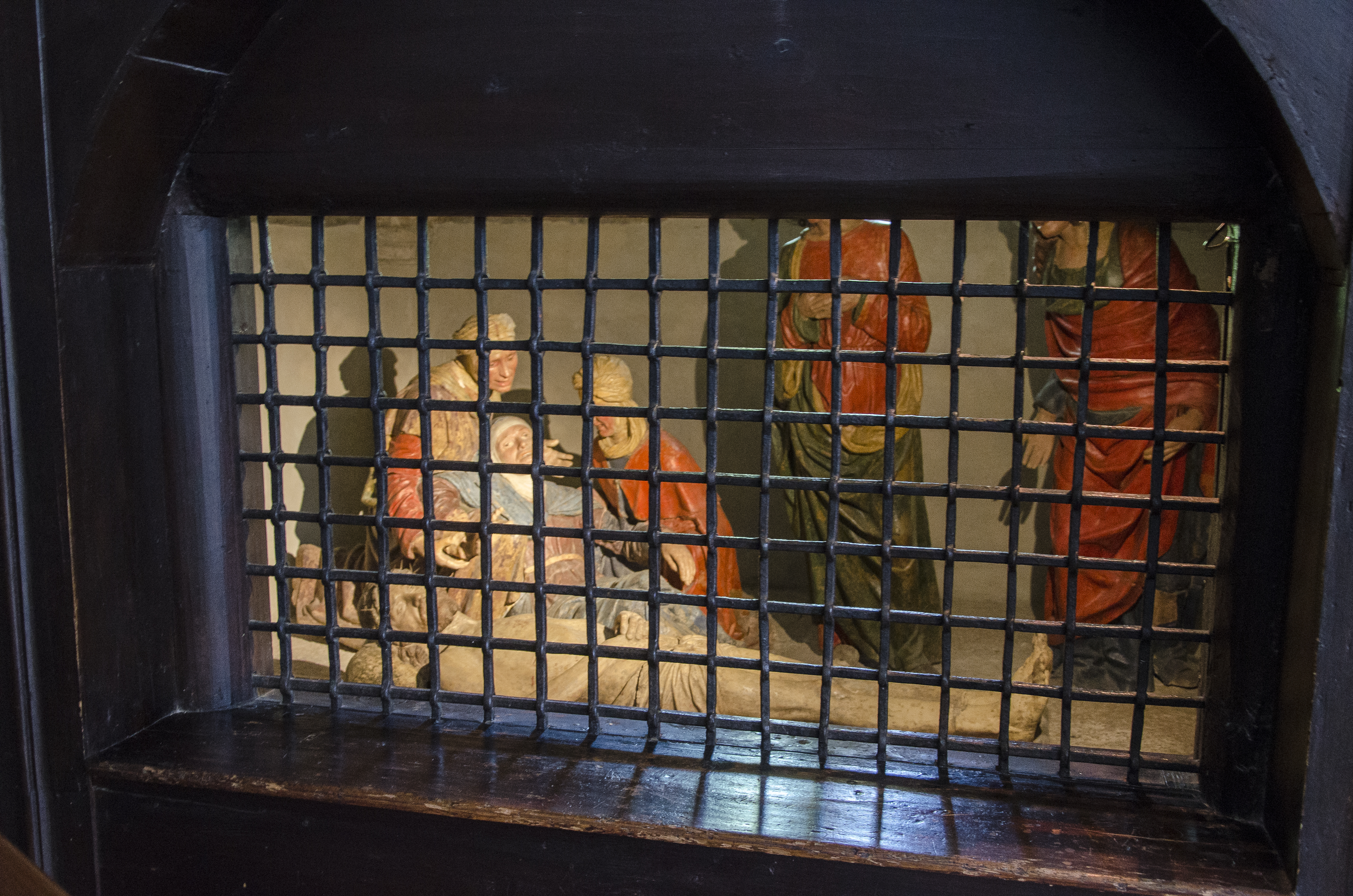
La cosiddetta cappella del Sepolcro, sul lato destro della Avanzi.

##### Cappella Pellegrini

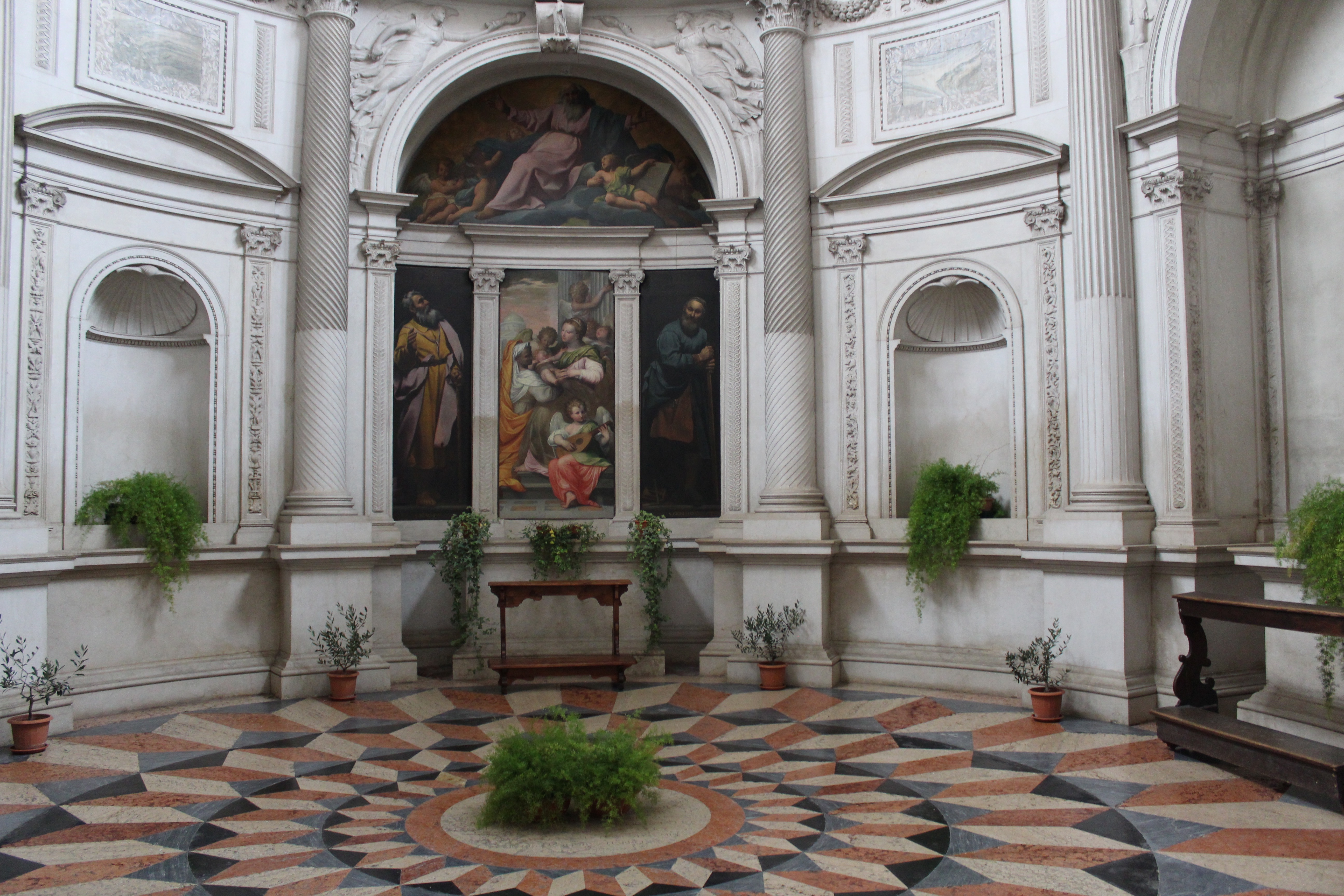
Particolare della cappella, progettata da Michele Sanmicheli.

Questa cappella, originariamente intitolata a Sant'Anna, fu voluta dalla nobildonna Margherita Pellegrini, vedova di Benedetto Raimondi, a cui erano morti anche i figli Nicola e Anna; la costruzione, quindi, doveva fungere da cappella funebre per contenere le spoglie della committente e dei suoi familiari, anche se il risultato finale tradì questo progetto. La progettazione della cappella fu affidata a Michele Sanmicheli, che realizzò uno spazio dotato di una grande armonia delle parti e di una limpida distribuzione della luce, con un'architettura che ricorda le costruzioni antiche, in particolare il Pantheon di Roma, i portoni Borsari e l'arco dei Gavi di Verona. La costruzione iniziò nel 1529 ma venne terminata solo dopo la morte di Margherita Pellegrini, che avvenne nel 1557, e sotto la direzione di un altro architetto, il quale modificò il progetto concludendo in fretta l'edificazione della cappella.
Dopo due secoli di abbandono, l'abate Giuseppe Luigi Pellegrini, nel 1793, si interessò dell'edificio e decise di restaurarlo con il benestare del fratello Carlo Pellegrini, maresciallo dell'impero austriaco. I lavori furono diretti da Bartolomeo Giuliari, che si era già occupato in precedenza di restauri di opere sanmicheliane, e si conclusero nel 1795.

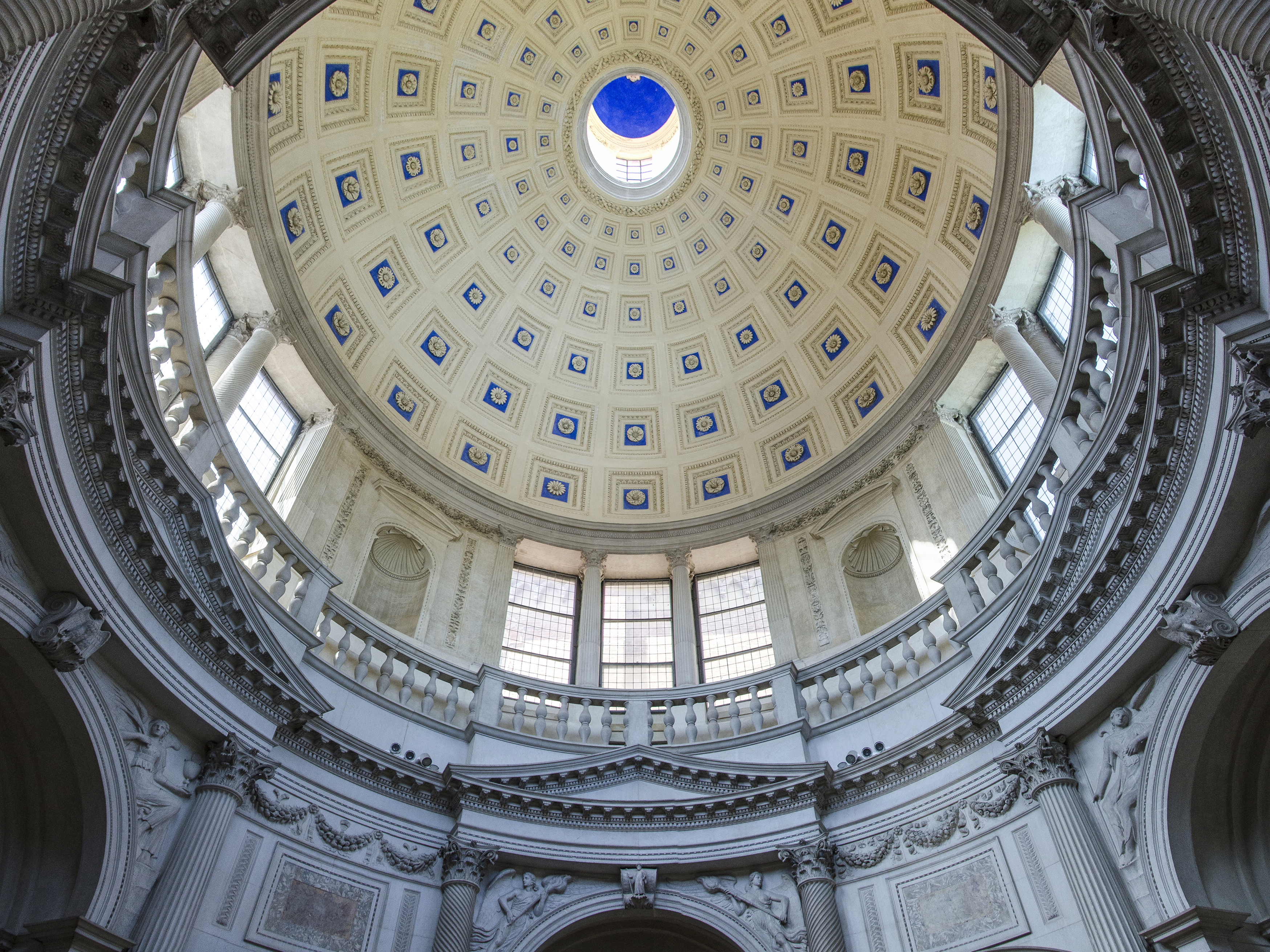
La cupola su tamburo che copre la cappella.

La cappella ha pianta centrale ed è costituita da due livelli sovrapposti e sormontati da una cupola. Il diametro della parte inferiore è più stretto di quello della parte superiore; questa particolarità distingue questa cappella da altre, in cui la cupola parte direttamente dal primo livello. Il primo livello, di ordine corinzio, presenta quattro portali ad arco, tre dei quali occupati da altari mentre uno ospita l'ampia porta d'ingresso. Gli archi sono delimitati da colonne scanalate che sostengono una trabeazione con frontoni triangolari sopra agli altari. Interposte agli altari ci sono nicchie vuote, che avrebbero dovuto ospitare delle statue, ornate ai lati con candelabre scolpite raffiguranti conchiglie e ghirlande. Sopra al primo ordine è presente un ballatoio, all'altezza del quale inizia il secondo livello, anch'esso con colonne corinzie, in cui si aprono quattro grandi finestre tripartite da colonne ioniche con capitelli corinzi e che si trovano in corrispondenza dei timpani del livello inferiore. La cupola a cassettoni con rosoni su sfondo azzurro, chiusa da una lanterna, copre la cappella.
Sull'altare maggiore della cappella è presente un dipinto di Bernardino India del 1579 raffigurante la Madonna con Bambino e Sant'Anna. Nella mezzaluna una tela di Pasquale Ottino ritrae il Padre Eterno, mentre intorno alla pala dell'India sono esposti due dipinti dell'Ottino con i Santi Giuseppe e Gioacchino. Le tele dell'Ottino furono realizzate probabilmente tra il 1619 e il 1623. Sulle pareti sono presenti dei riquadri che avrebbero dovuto ospitare altri dipinti ma che non furono mai riempiti.

## Descrizione del convento

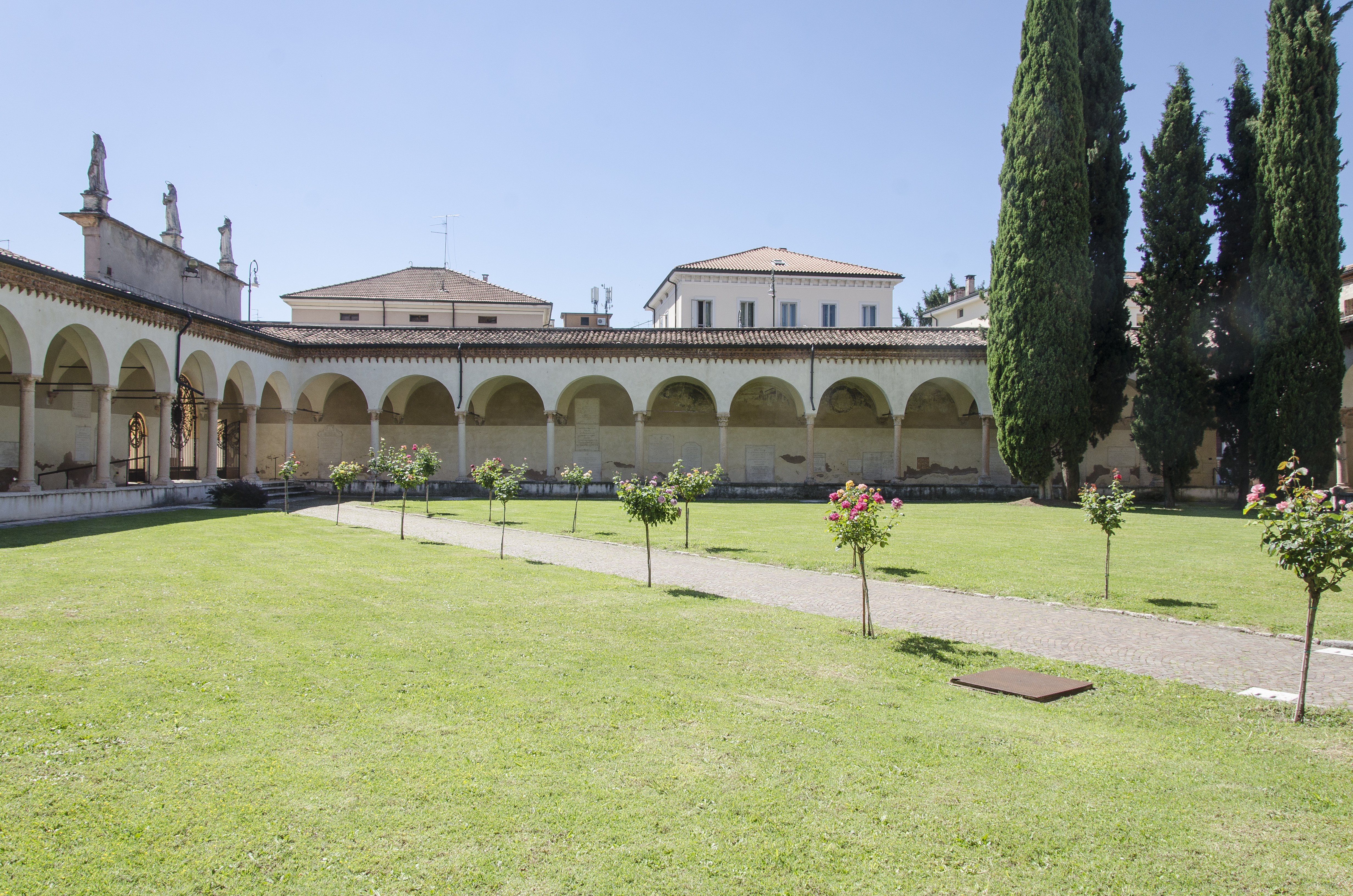
Veduta del chiostro di Sant'Antonio e dell'ingresso al convento, sormontato da tre statue.

Non si sa con certezza quale fu l'architetto del convento, ideato come una fortezza, con un alto muro perimetrale, tuttavia si pensa che possa essere stato Giovanni da Capestrano a progettare la struttura del complesso, che si compone di tre chiostri principali, un refettorio, celle, officine, infermerie e foresterie, con un perimetro di circa 600 metri.

### Chiostri
Il complesso di San Bernardino è dotato di tre chiostri, e il primo che si incontra all'ingresso è quello dedicato a Sant'Antonio, che si sviluppa davanti alla facciata della chiesa e ne costituisce il sagrato. Questo è il più grande dei chiostri del convento e si articola in tre lati con un totale di 36 colonne con capitelli diversi in stile gotico. Sulle lunette delle pareti sono presenti affreschi raffiguranti i miracoli di Sant'Antonio, mentre sopra alla porta che conduce nel convento c'è un affresco di Paolo Morando del 1520 che rappresenta San Bernardino. Lungo il chiostro di Sant'Antonio sono presenti numerose cenotafi e lapidi, la più antica delle quali risalente al 1481. Le entrate del chiostro sono chiuse da tre cancelli in ferro battuto del 1930, di cui quello centrale presenta il monogramma del nome di Gesù, mentre quelli laterali portano lo stemma francescano. Sopra al portale ci sono le statue settecentesche di San Bernardino, San Francesco e Santa Chiara.
Vi è poi il chiostro di San Francesco, la cui costruzione fu contemporanea a quella della chiesa. Di forma rettangolare, questo chiostro è caratterizzato da soffitti a vela e le campate, con archi a tutto sesto, sono scandite da colonne con capitelli corinzi. Nelle lunette, una cinquantina in totale, sono presenti affreschi con la biografia di San Francesco, opera di Giovanni Battista Rovedata risalente al 1605 circa. Sul lato sud si affacciano alcune sale che un tempo costituivano le aule scolastiche dello studio di teologia del convento.
Infine, alla sinistra dell'entrata del convento, si trova il chiostro di San Bernardino. Le sue campate, scandite da pilastri, hanno soffitto a vela e arcate a tutto sesto con mattoni a vista. Le lunette contengono affreschi di Rovedata raffiguranti episodi della vita di San Bernardino, mentre il soffitto è dipinto con fiori stilizzati su sfondo azzurro. Durante i restauri del 1974 sono state identificate sul lato orientale del chiostro alcune tracce di porte che immettevano nel vecchio carcere del convento, che ospitava i frati che trascuravano la vita religiosa.

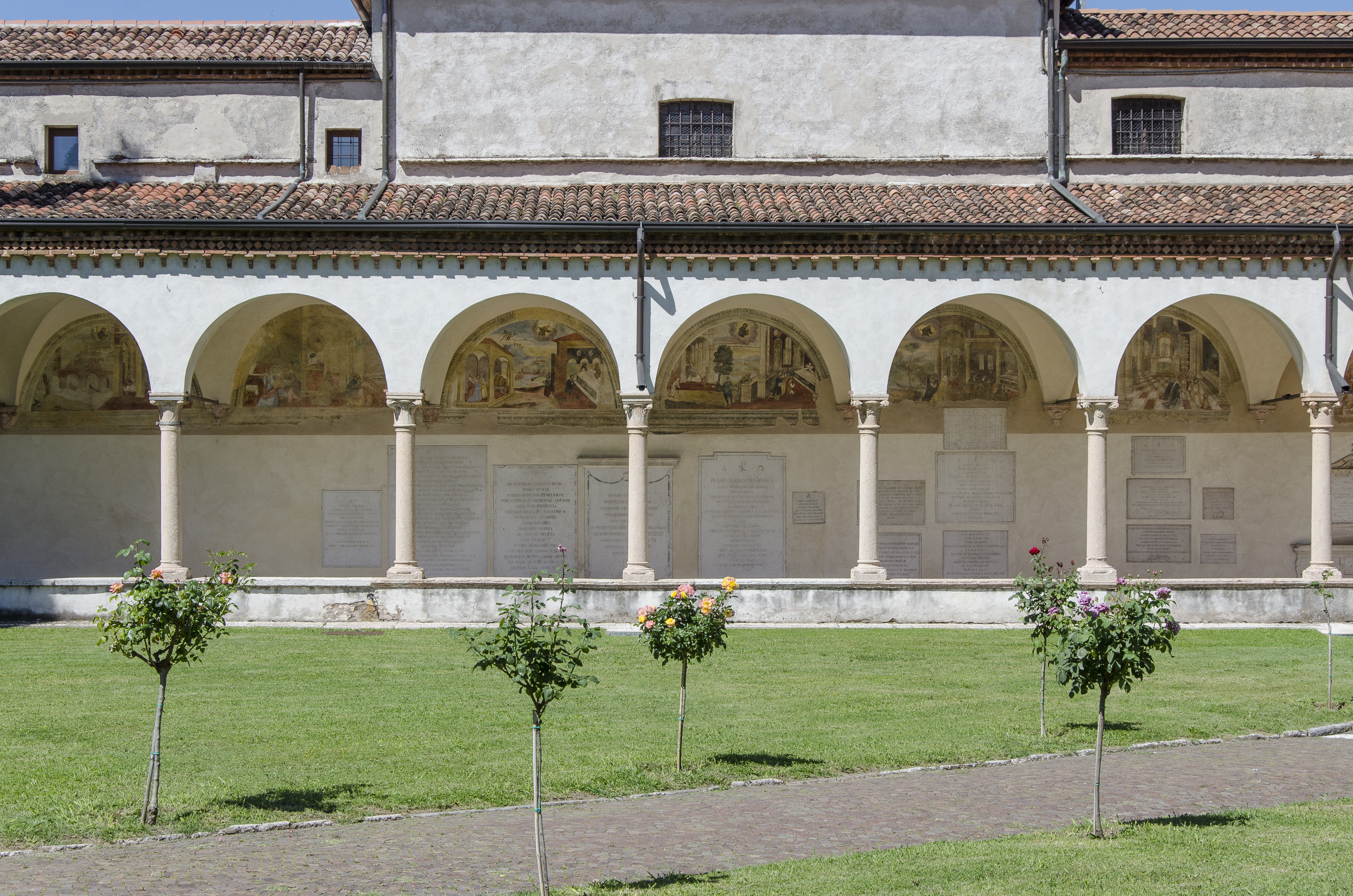
Uno dei portici del chiostro si Sant'Antonio, con le lunette decorate.
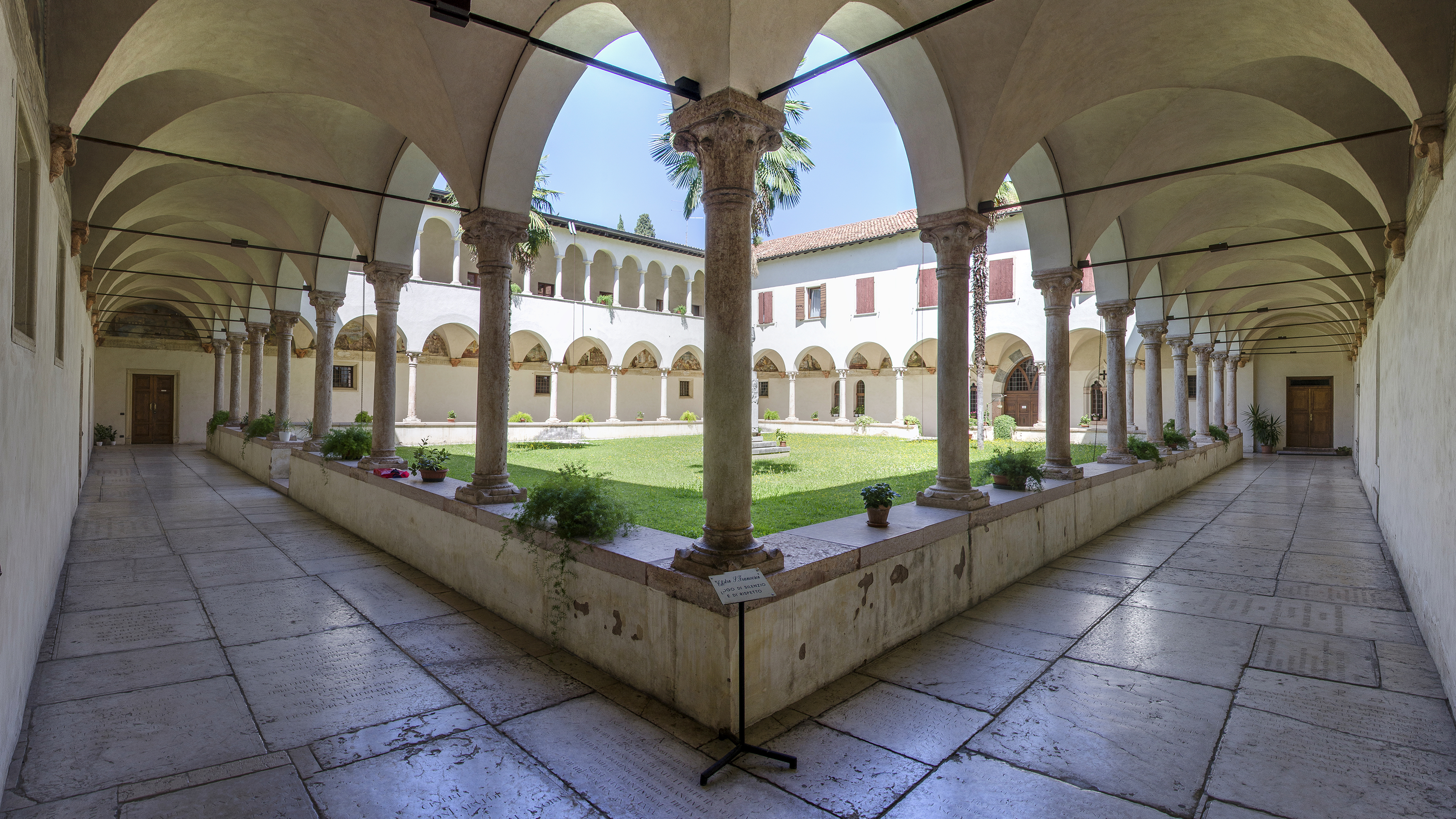
Visione d'insieme del chiostro di San Francesco.
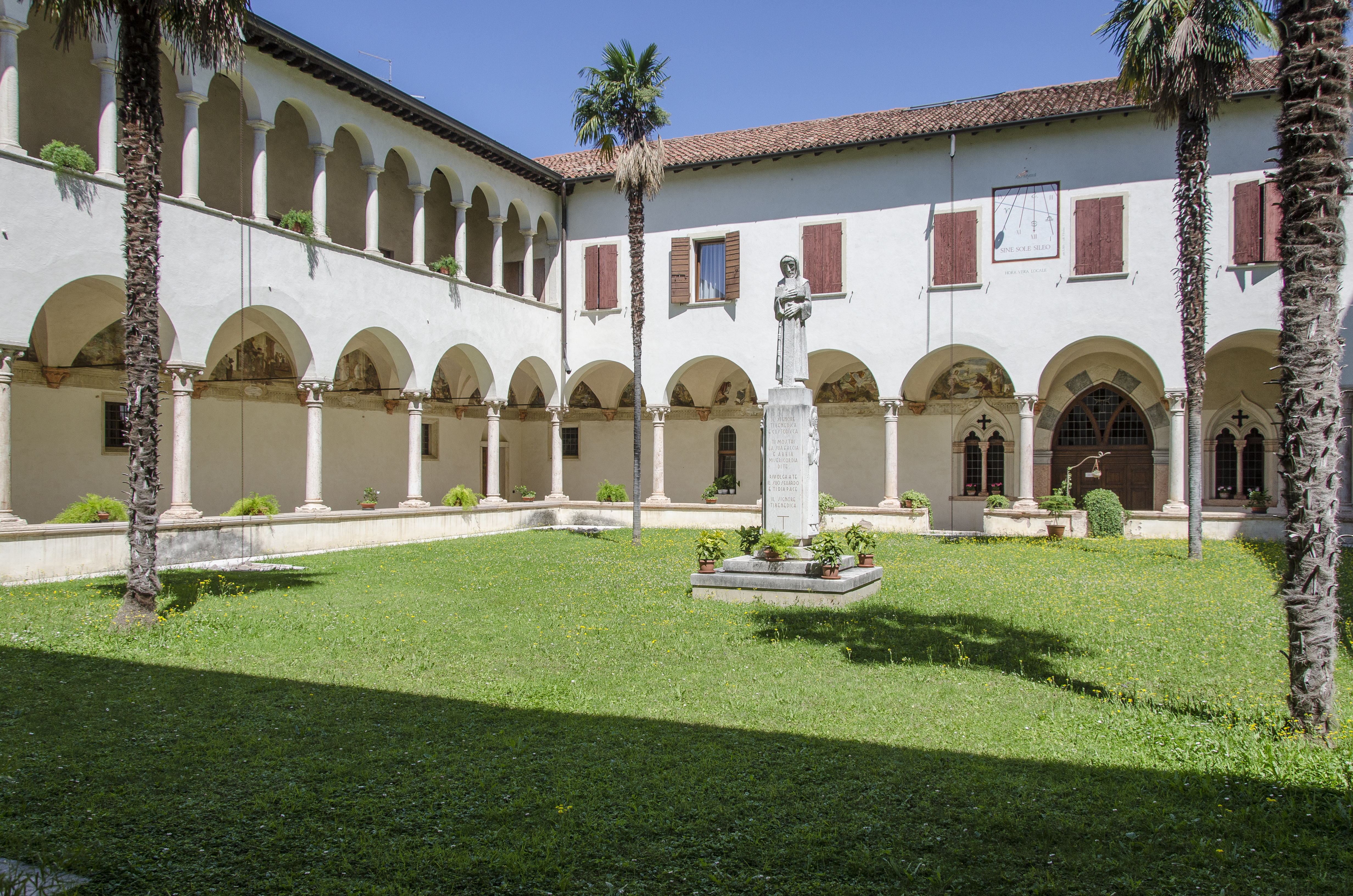
Il chiostro di San Francesco con la statua del Santo.
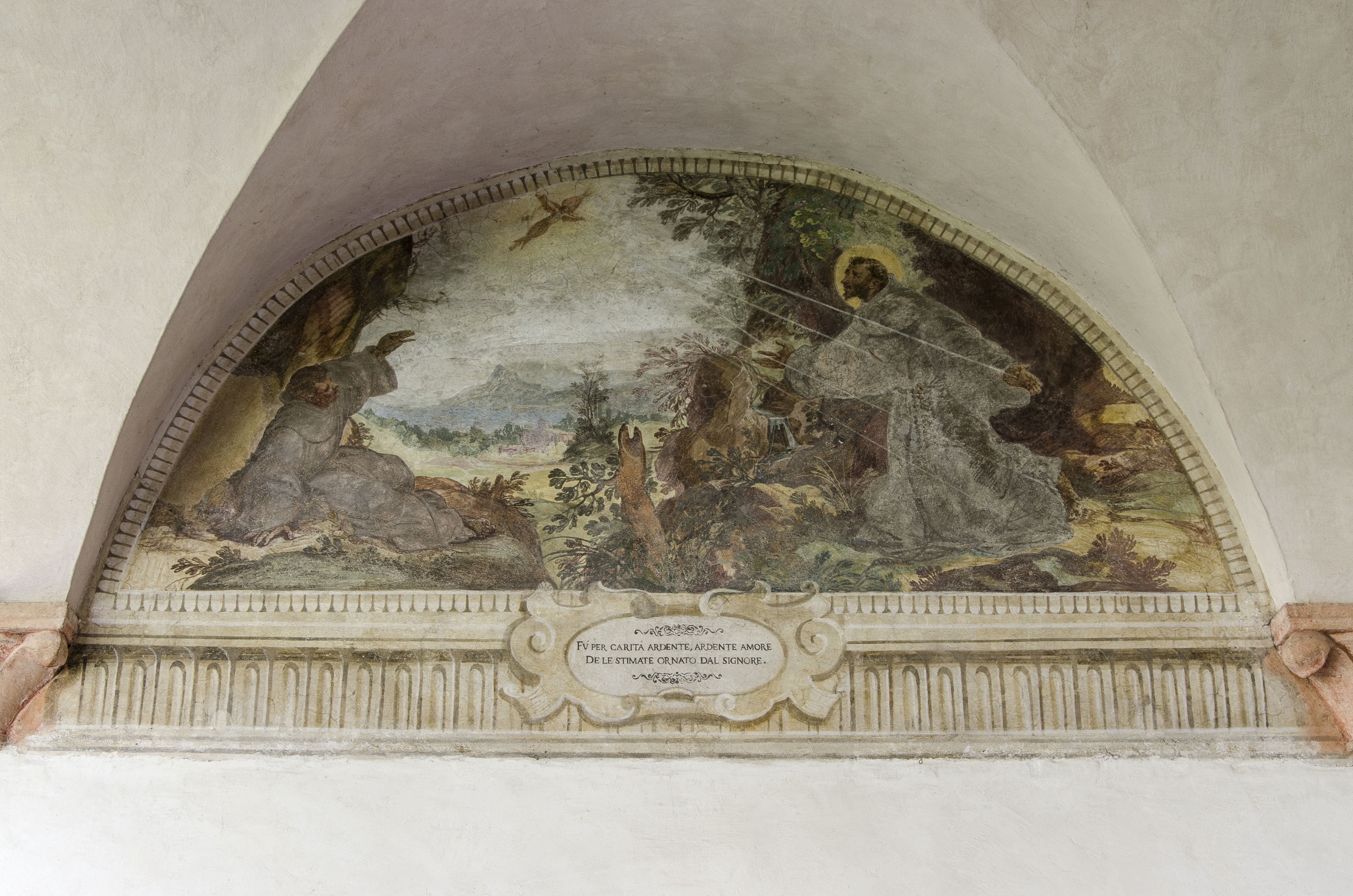
Una lunetta del chiostro di San Francesco, ove è rappresentato il Santo che riceve le stimmate.
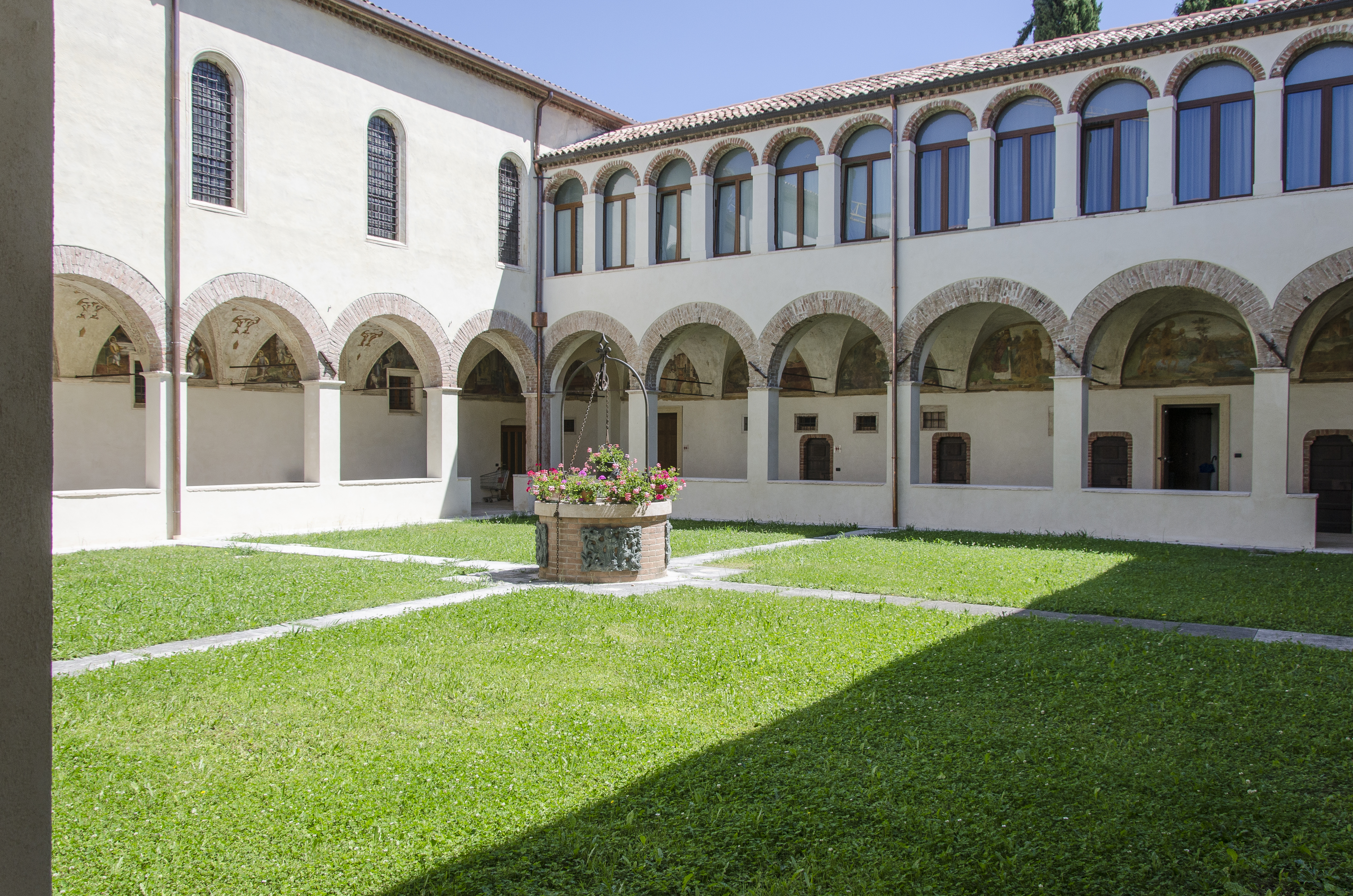
Il chiostro di San Bernardino.
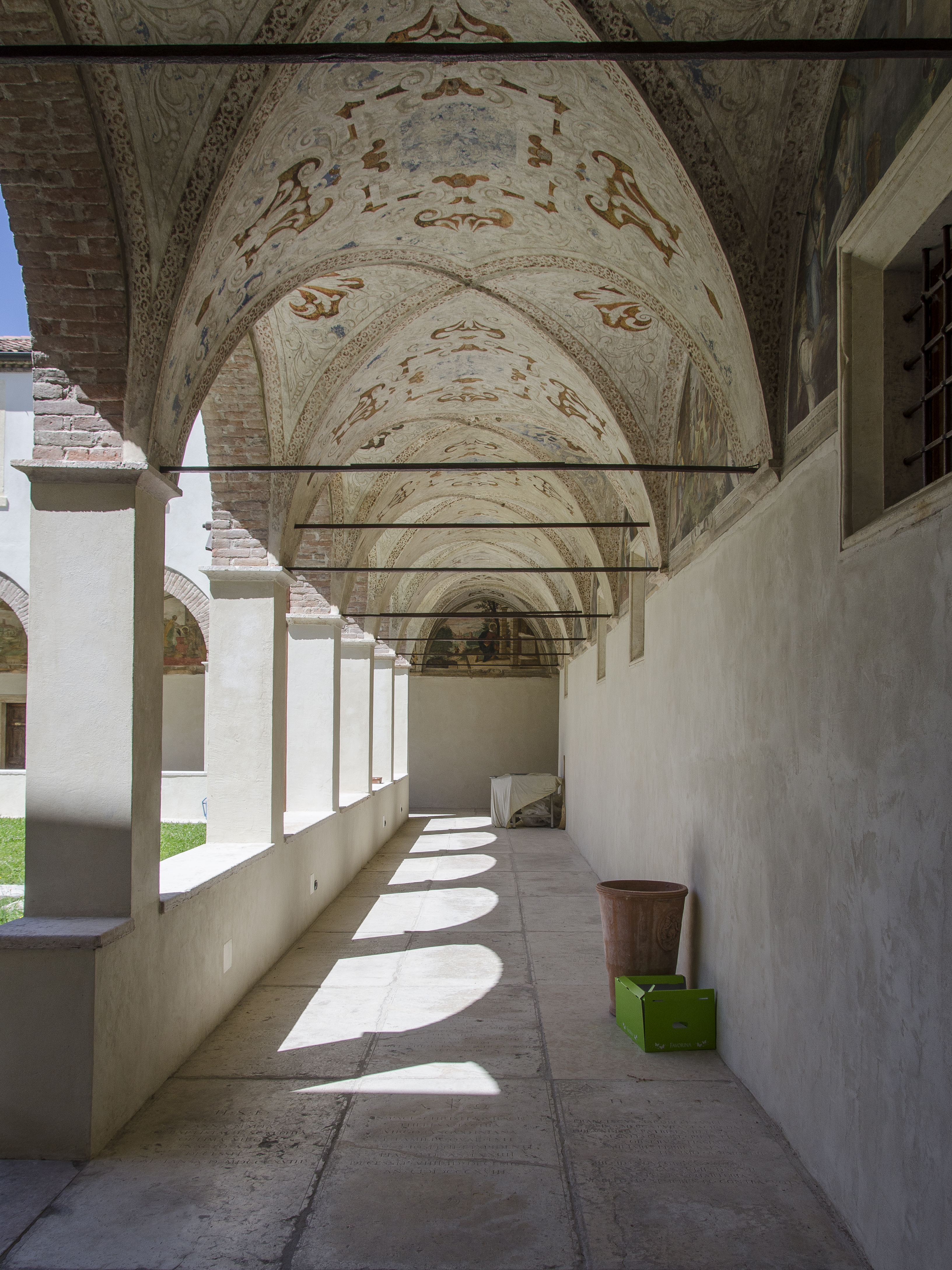
Le volte nel chiostro di San Bernardino.
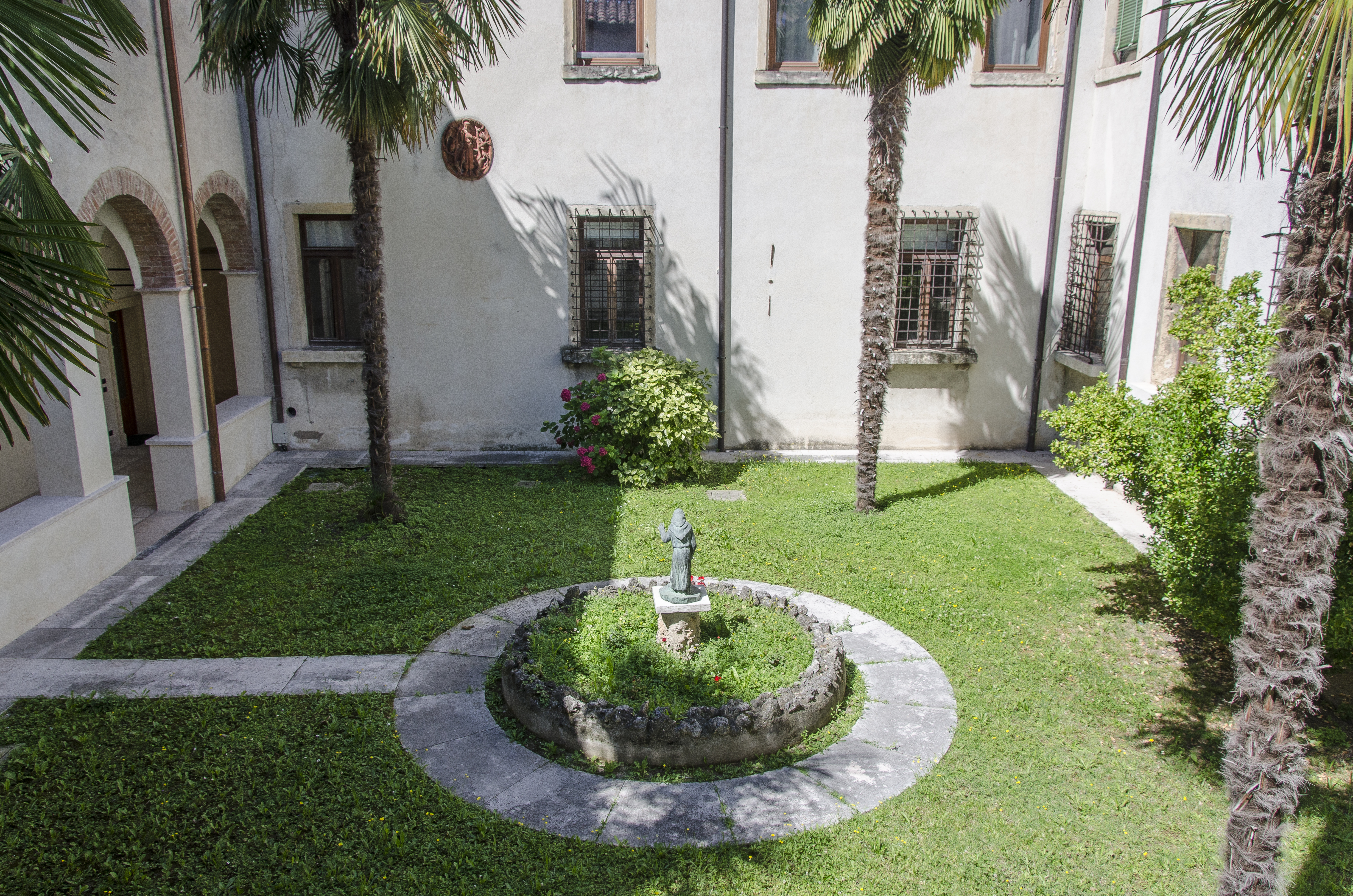
Un chiostro minore.

### Sala Morone

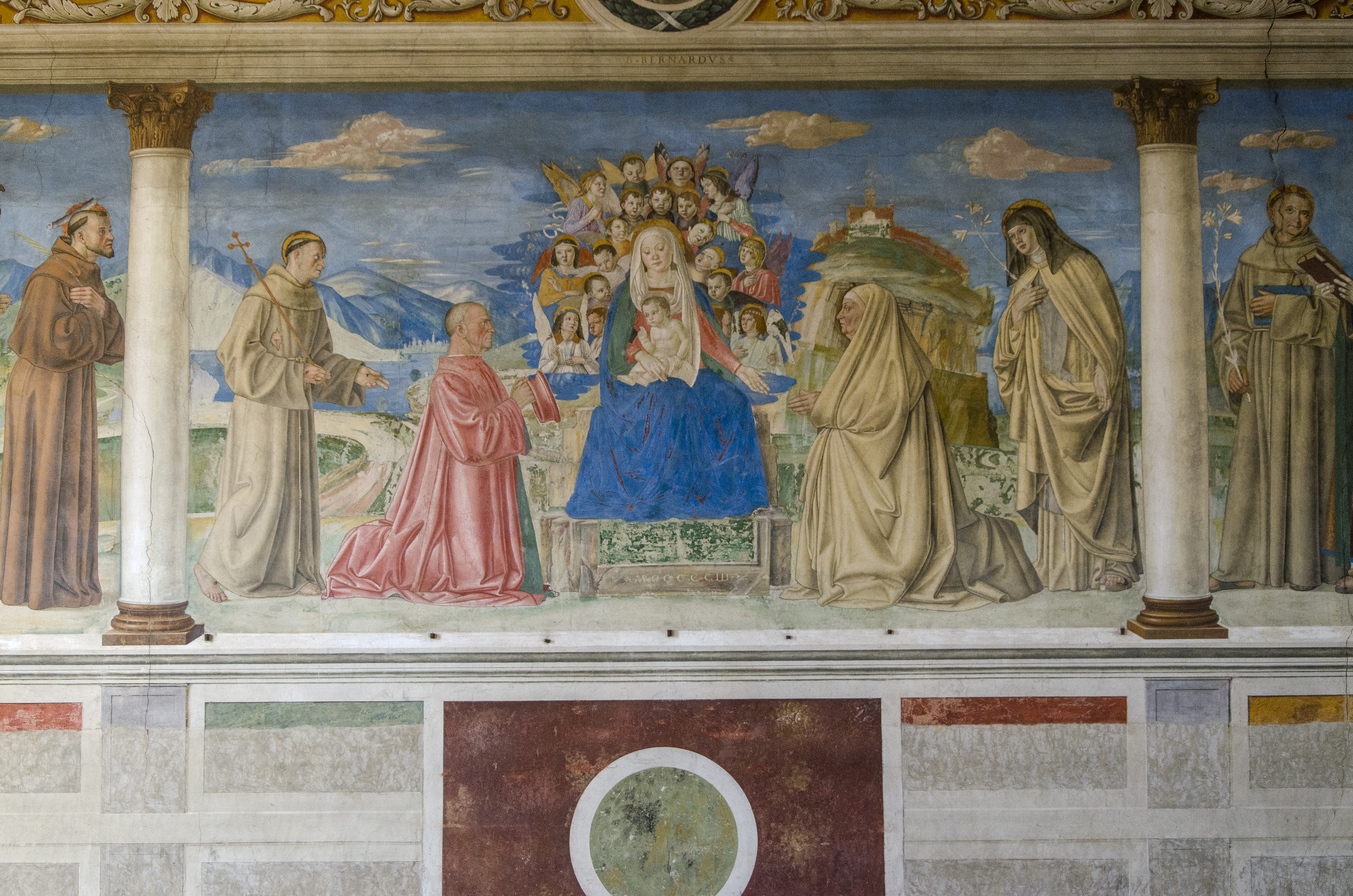
Vergine Maria con diciotto angeli al centro della parete della sala Morone.

In seguito alla nomina del convento come Studium generale dell'Ordine, padre Ludovico della Torre decise di dotare il complesso di una nuova biblioteca. La sala, delle dimensioni di 20 metri per 10, illuminata da dieci finestre, fu costruita tra il 1494 e il 1503 grazie al finanziamento di Lionello di Donato Sagramoso, mentre altri benefattori donarono numerosi manoscritti e libri. Le pareti furono affrescate con un ciclo di circa 300 metri quadrati da Domenico Morone, ma altri ritengono che l'esecutore degli affreschi, talvolta indicato come "Maestro della Libreria Sagramoso", sia stato Giolfino, Paolo Morando o Girolamo dai Libri.
Sulla parete di fronte all'ingresso della stanza è affrescato un grande trittico diviso da due colonne corinzie dipinte. Nel riquadro centrale è presente la Vergine Maria con diciotto angeli; sullo sfondo sono dipinti paesaggi del veronese come il lago di Garda, con il castello di Malcesine, e la Lessinia. Ai piedi della Vergine si trovano le figure dei committenti, Sagramoso e la moglie. Sono dipinte anche le figure di San Francesco e Santa Chiara, in posizione eretta. Nel riquadro di destra sono presenti le figure più importanti dell'Ordine, i Santi Antonio, Bonaventura, Bernardino da Siena e Lodovico da Tolosa. Nella parte sinistra, invece, sono dipinti i protomartiri francescani in Marocco, martirizzati il 16 gennaio 1220. Sulle altre pareti sono raffigurati i Padri della Chiesa e i papi francescani, per un totale di 28 figure, mentre nel fregio superiore sono presenti 18 medaglioni con ritratti di frati a mezzo busto.
Il pavimento della stanza, originariamente, era in maiolica; fu danneggiato nel 1940 e sostituito con quello attuale, in cotto. Oggi la sala è di proprietà del comune di Verona e viene usata per dibattiti e conferenze.

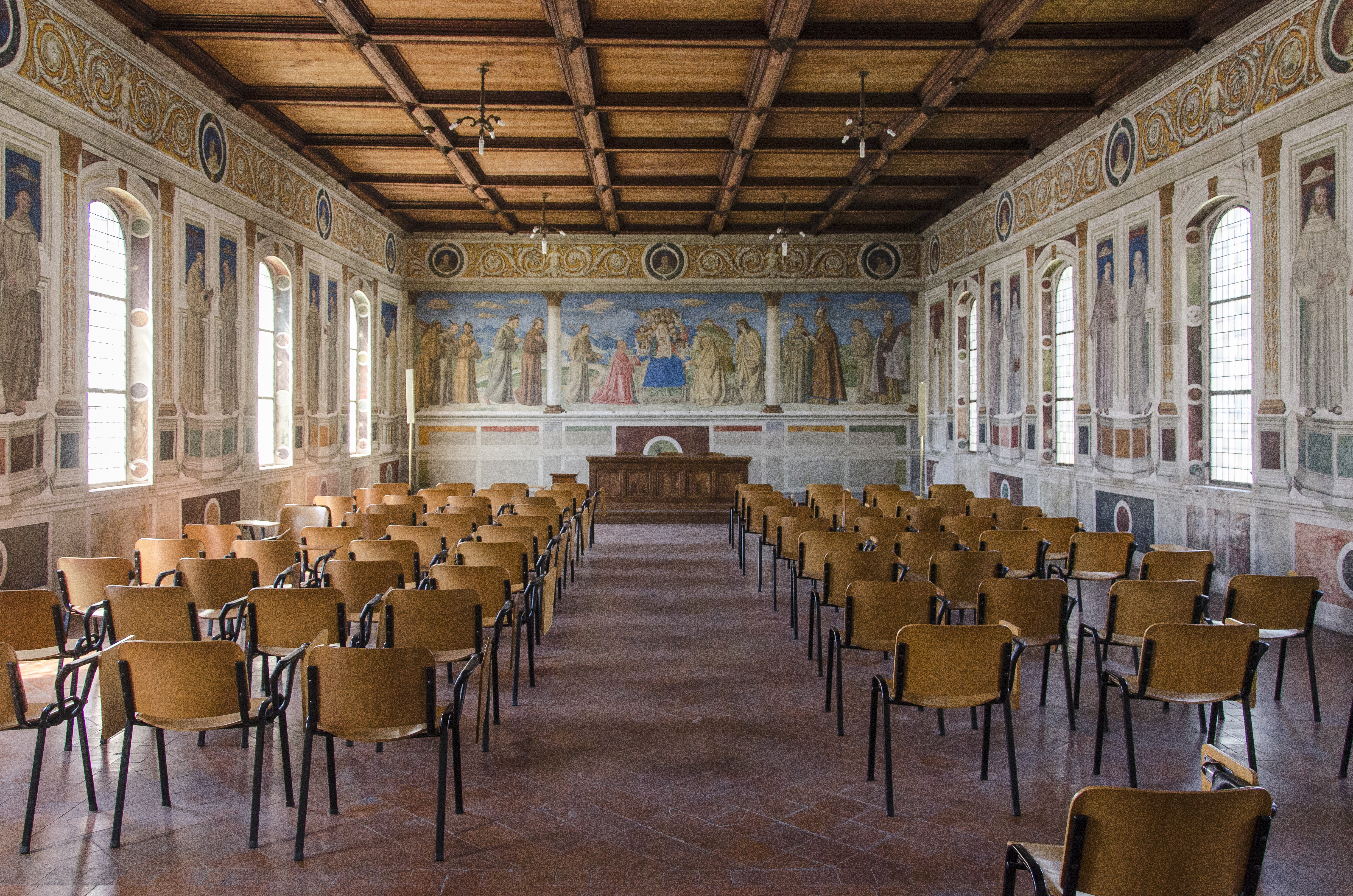
Veduta verso la cattedra di sala Morone.
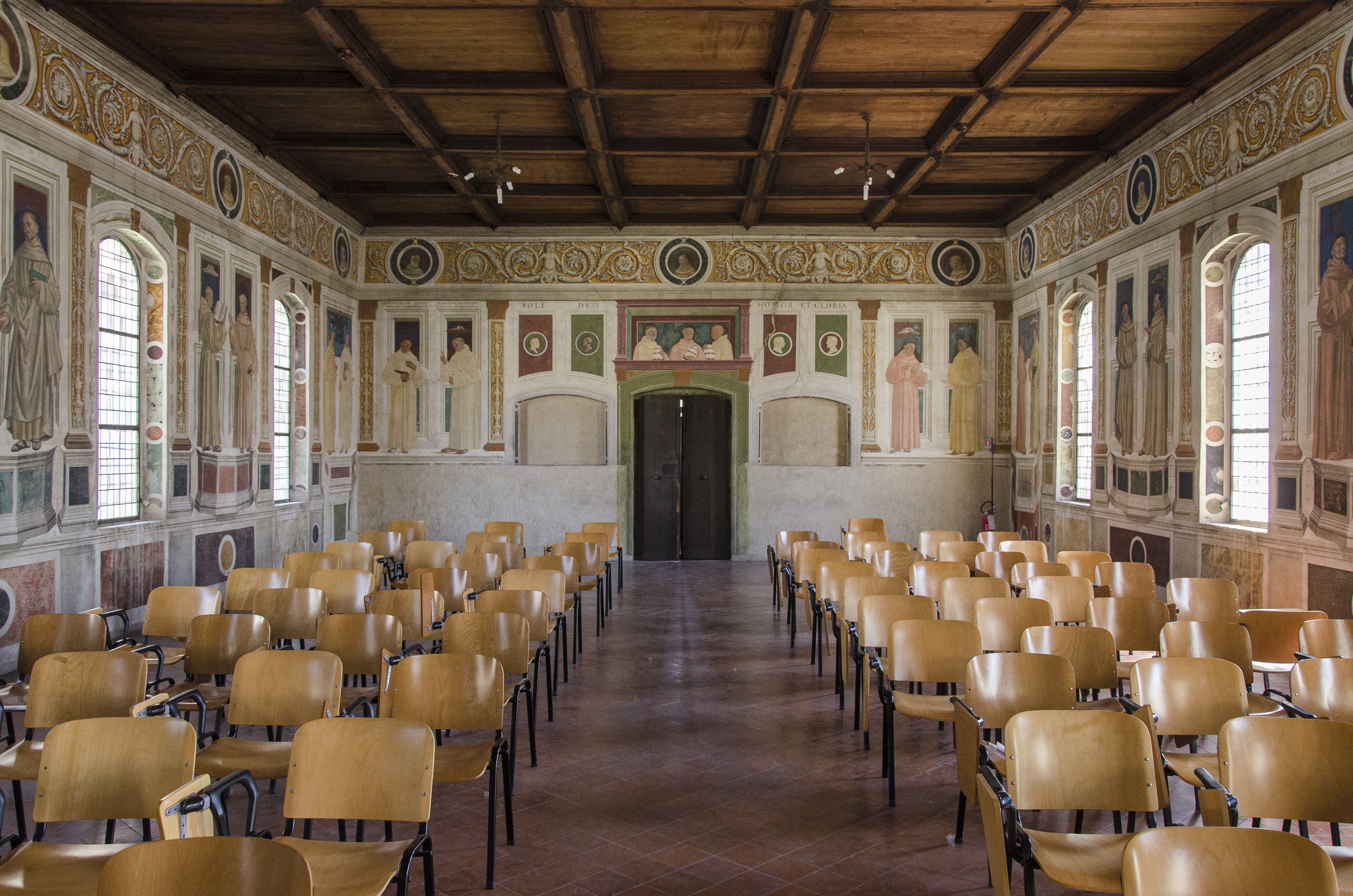
Veduta verso l'ingresso della sala.
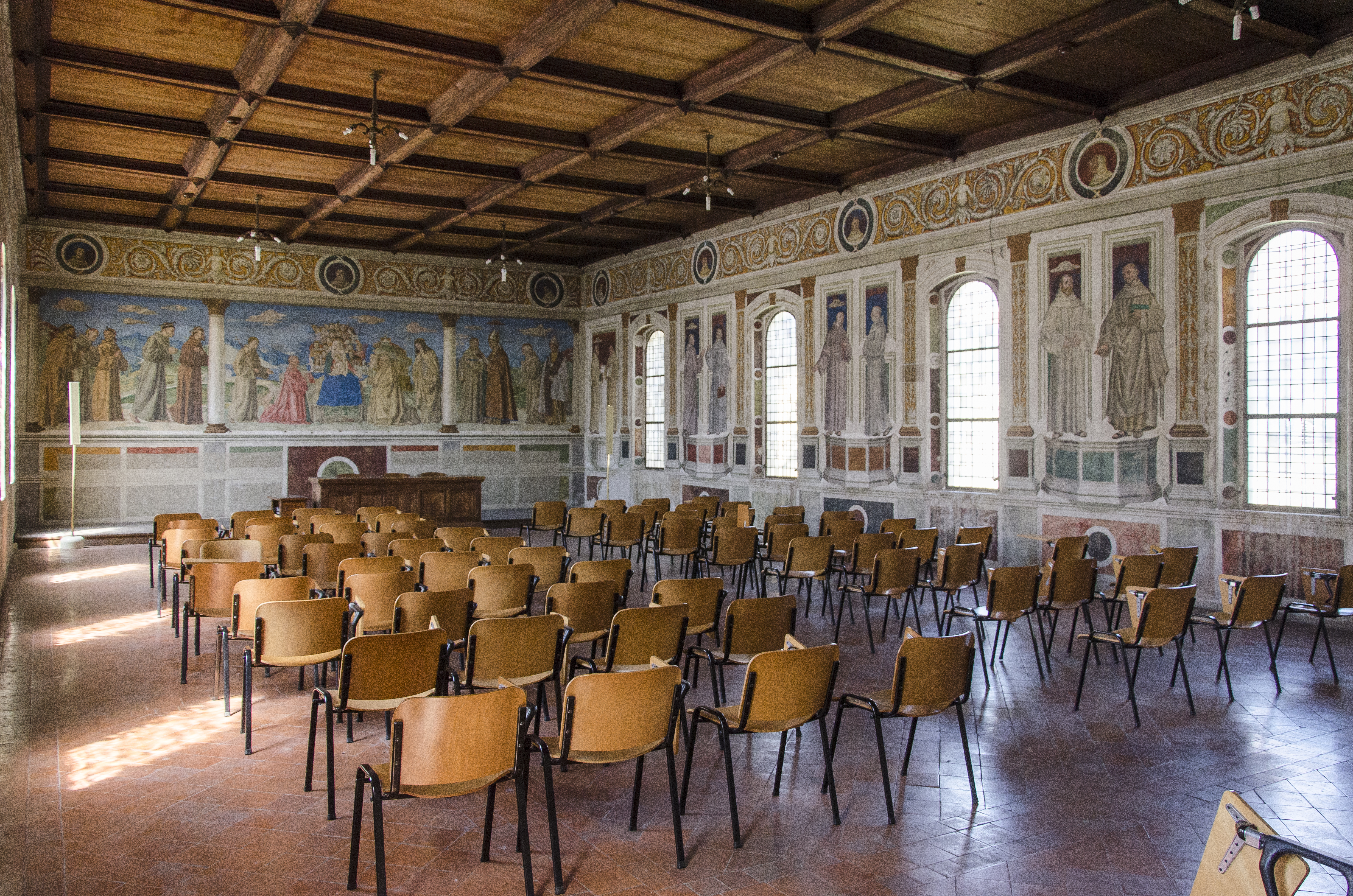
Vista della parete finestrata.